# Travail à ferrer
Pour les articles homonymes, voir travail (homonymie).

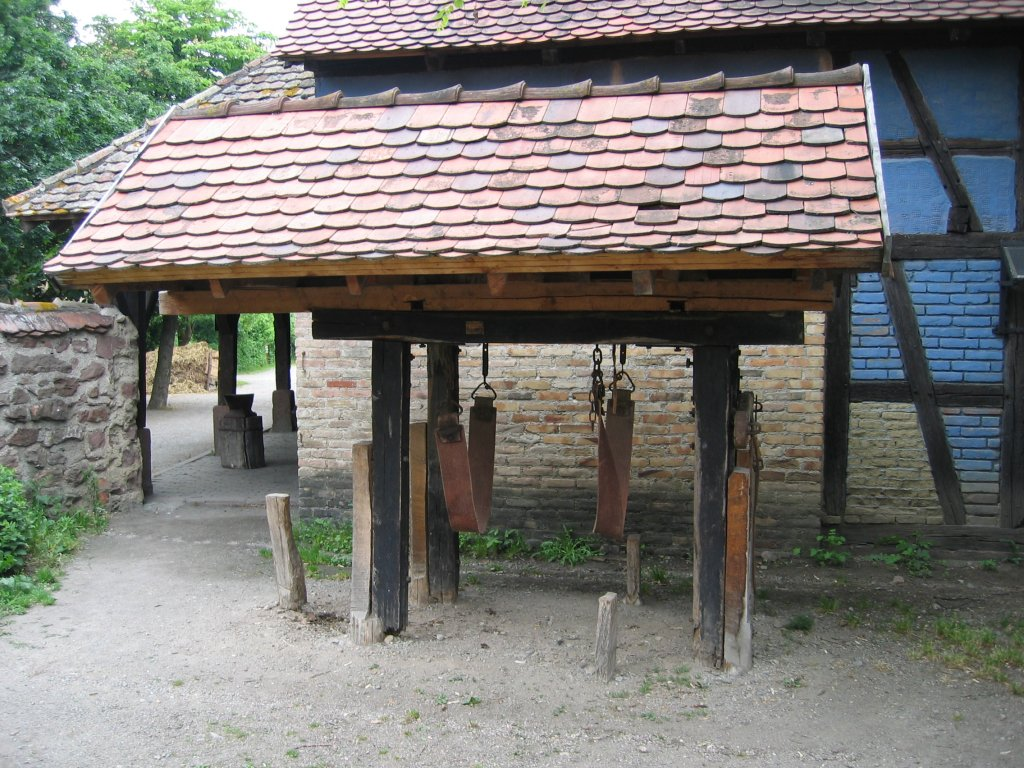
Travail à ferrer de l'Écomusée d'Alsace.

Un travail à ferrer — ou simplement travail (au pluriel « travails ») — est un dispositif plus ou moins sophistiqué (autrefois fixé dans le sol, et de nos jours mobile) conçu pour maintenir et immobiliser de grands animaux (chevaux et bœufs), en particulier lors du ferrage.

## Utilisation
Dans la plupart des cas, le ferrage d'un animal docile est effectué sans l'entraver particulièrement, hormis à la tête ou au cou par une simple corde épaisse - longe - ou sangle (nouée, généralement en laissant du mou, à un anneau contre un mur ou à un poteau) destinée uniquement à le faire rester en place voire à l'empêcher de quitter le lieu (en cas d'éventuel bruit soudain provoquant sa frayeur). Le maréchal-ferrant utilise le travail pour les chevaux plus difficiles et pour les vaches et les bœufs qui ne peuvent rester debout sur trois pattes.
Sans entrer dans la catégorie des outils, le travail à ferrer est un espace aménagé (intérieur à l'atelier ou extérieur) constitué d'un bâti très robuste dans lequel le cheval ou le bœuf est entravé à l'aide de sangles et de ventrières. Il semblerait que l'usage de ce dispositif, parfois appelé aussi métier à ferrer ait été plus systématique pour les bœufs.

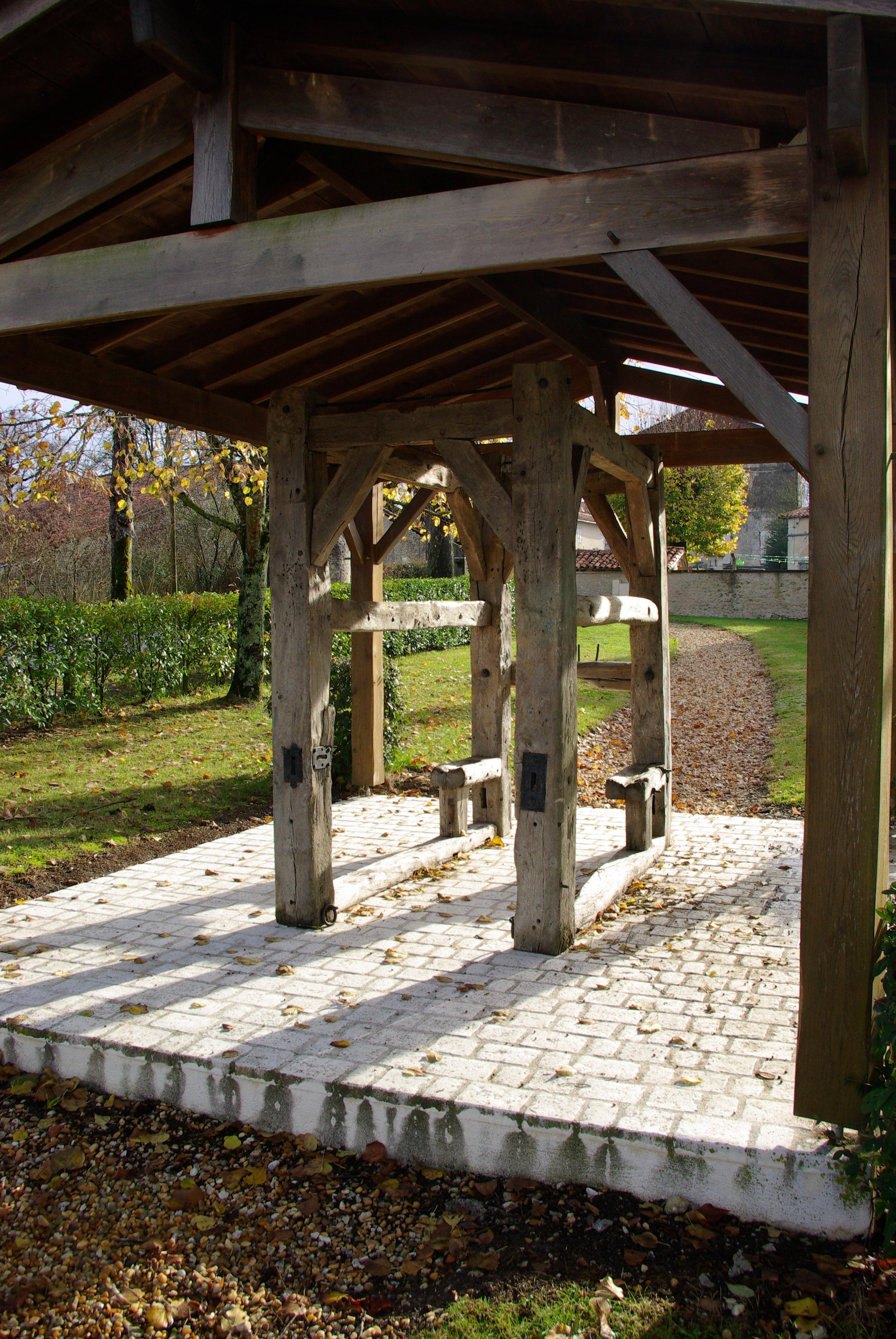
Travail protégé à Montignac-le-Coq (Charente)
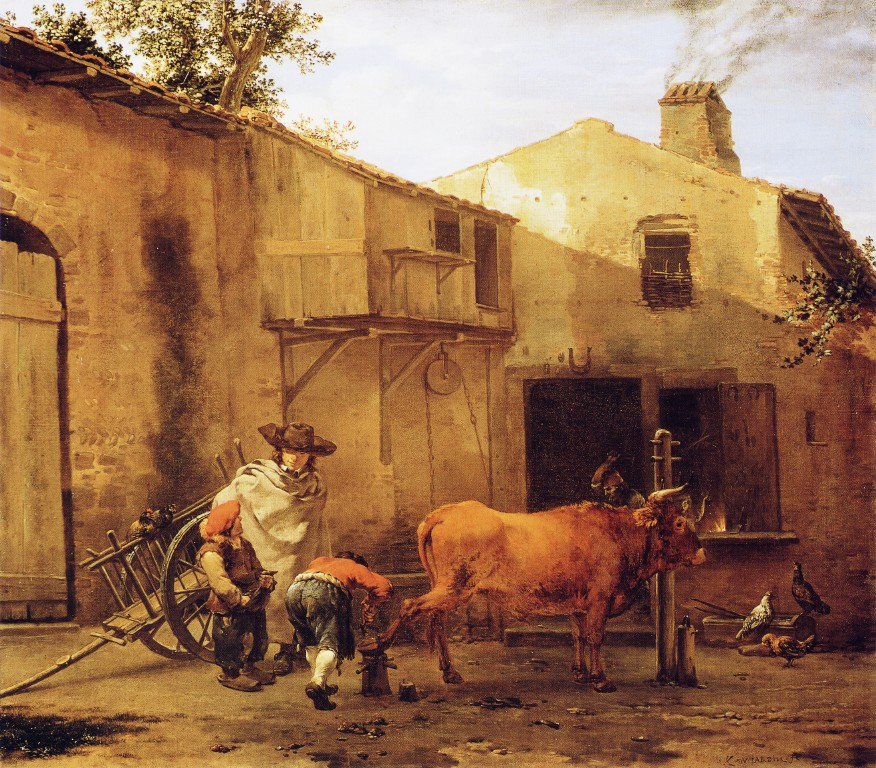
Ferrage d'un bœuf vers 1650. (Tableau de Karel Dujardin)
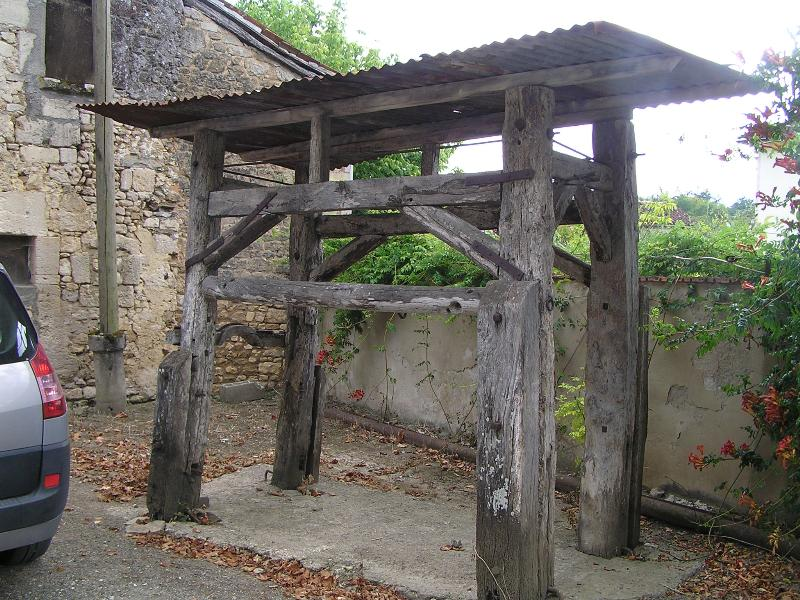
Travail encore visible à Saint-Sulpice-de-Cognac (Charente)
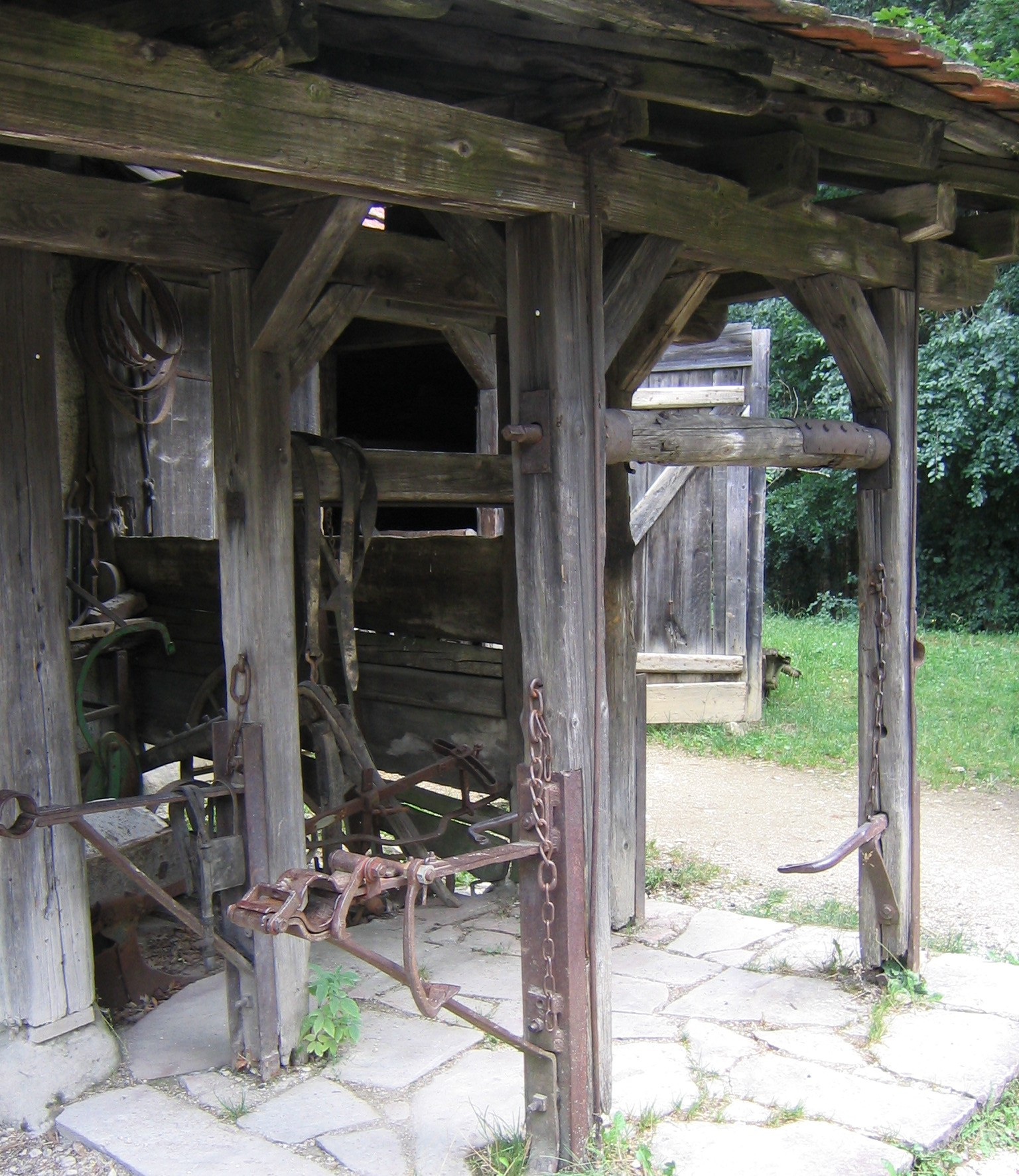
En Allemagne, à l'écomusée de Neuhausen ob Eck (Bade-Wurtemberg)
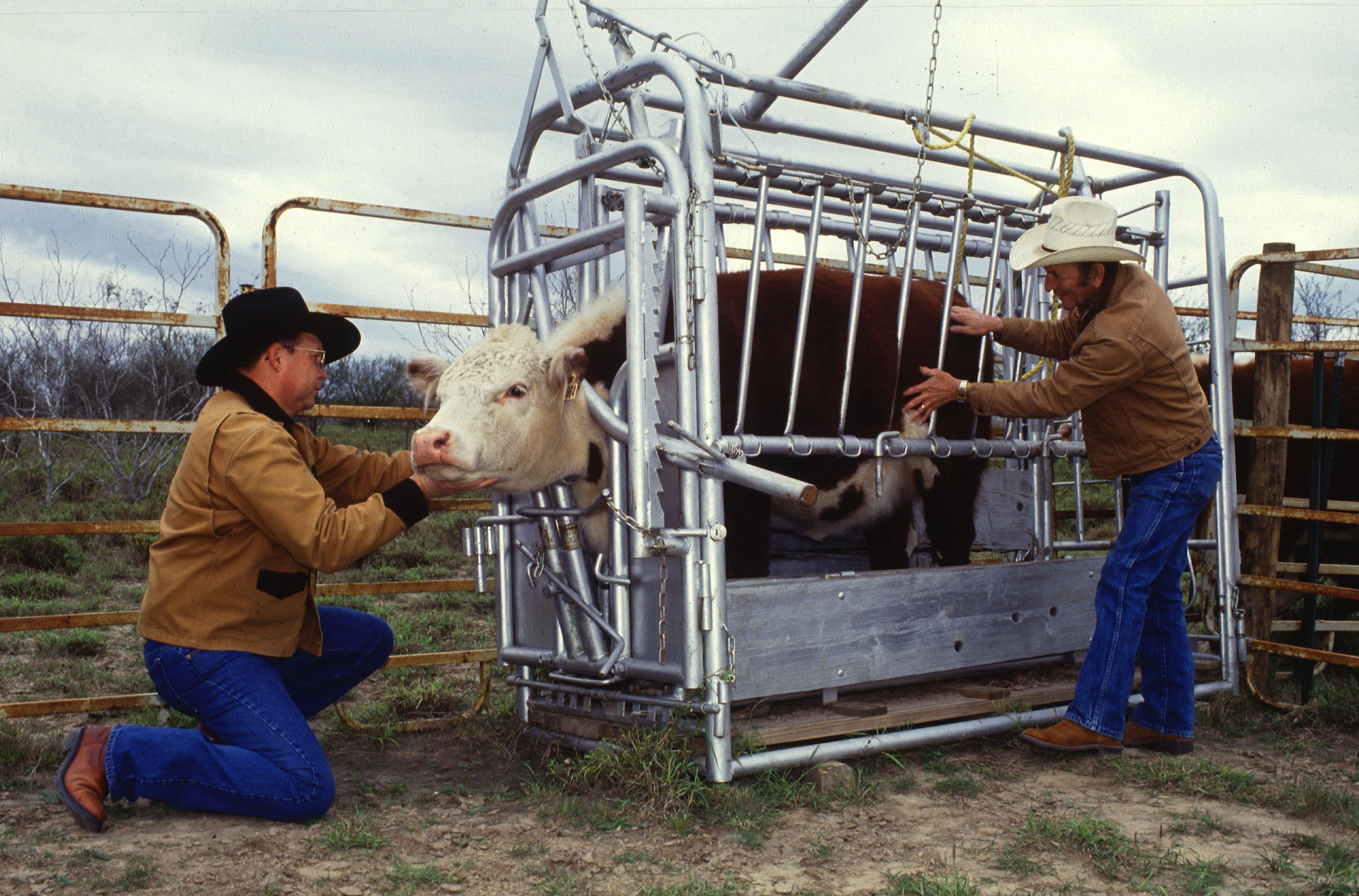
Exemple contemporain de cage de contention mobile

Cet équipement, témoin d'un mode de vie aujourd'hui disparu, est encore visible dans quelques rares localités rurales, où il peut être désigné sous différents noms selon les régions. Dans celle d'Angoulême, c'était le « tramail », comme à Asnières-sur-Nouère. Dans celle de Grenoble, par exemple, on parle d' « étrait » ou de « détré », ainsi à Quaix-en-Chartreuse et à Proveysieux, à Mont-Saint-Martin ou encore à Roissard. En Lozère, le dispositif était nommé en occitan ferradou [fer'raδu].
De nos jours, le terme de travail à ferrer est généralement supplanté par celui de « cage de contention ».

## Description
Le dispositif est d'abord caractérisé par sa rigidité et son extrême robustesse. Il s'agit en effet de limiter les mouvements d'animaux particulièrement vigoureux et pouvant peser jusqu'aux environs d'une tonne.
Pour ce qui est de sa conception en général et de l'évolution de celle-ci, on remarque selon les modèles une similitude initiale avec un joug, un carcan et une forme de pilori, par le maintien très coercitif des membres et/ou du cou.

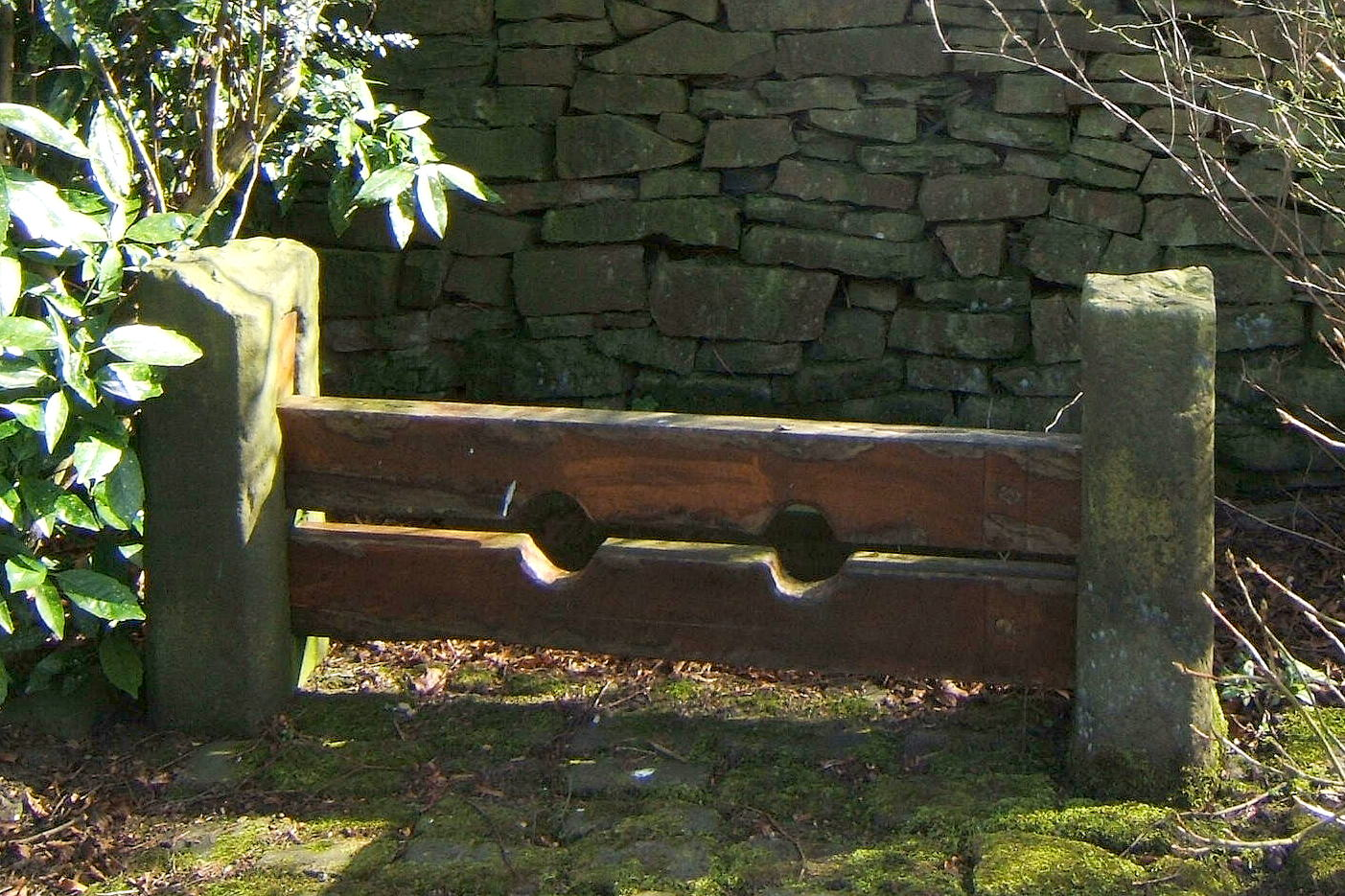
À Chapeltown (Lancashire), blocage de la pièce mobile par insertion d'un petit parallélépipède de bois dans le creux de la pierre.
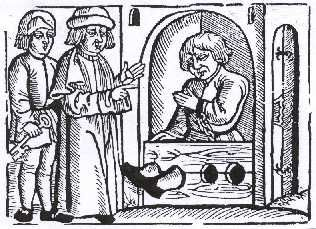
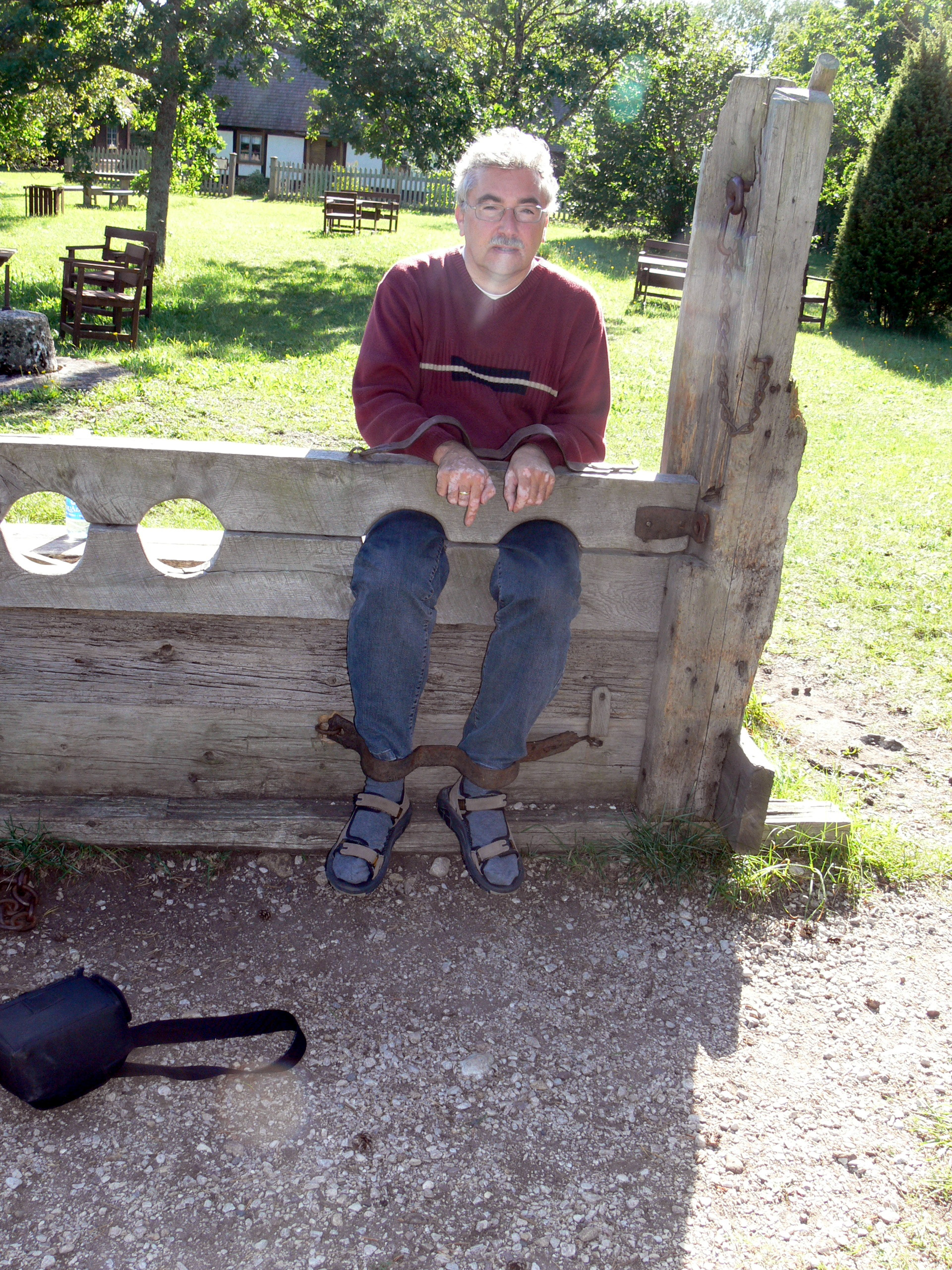
Parties métalliques fixées sur bâti de bois.
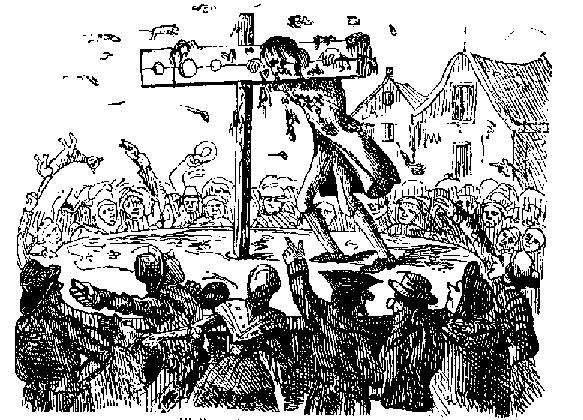

L'étymologie citée ci-dessous fait écho aux techniques mises en œuvre pour les instruments de brimade et de torture très en usage avant la Révolution française.
Dans certains villages de Picardie, et de l'Amiénois en particulier (comme à L'Étoile ou à Bovelles, par exemple), où le souvenir de "travails à ferrer" n'est pas conservé, ont pourtant été utilisés dans les fermes, jusque dans les années 1965 environ (généralisation de l'insémination artificielle), des carcans pour maintenir par le cou ou la tête les vaches que l'on mettait à la disposition du taureau. Il y avait un coin spécial dans l'étable où le carcan était fixé au mur. On peut donc considérer ce carcan comme une version légère et peu sophistiquée du "travail à ferrer".
On faisait pénétrer l'animal à ferrer ou à soigner dans cette sorte de cage en avançant, et il en sortait soit généralement par l'avant (mais après avoir libéré son passage en relevant les parties amovibles servant à lui maintenir la tête), soit par l'arrière (si le côté avant du dispositif était fixe), en l'obligeant à reculer, ce qu'il fait avec beaucoup plus de réticence et de temps.

### Parties fixes

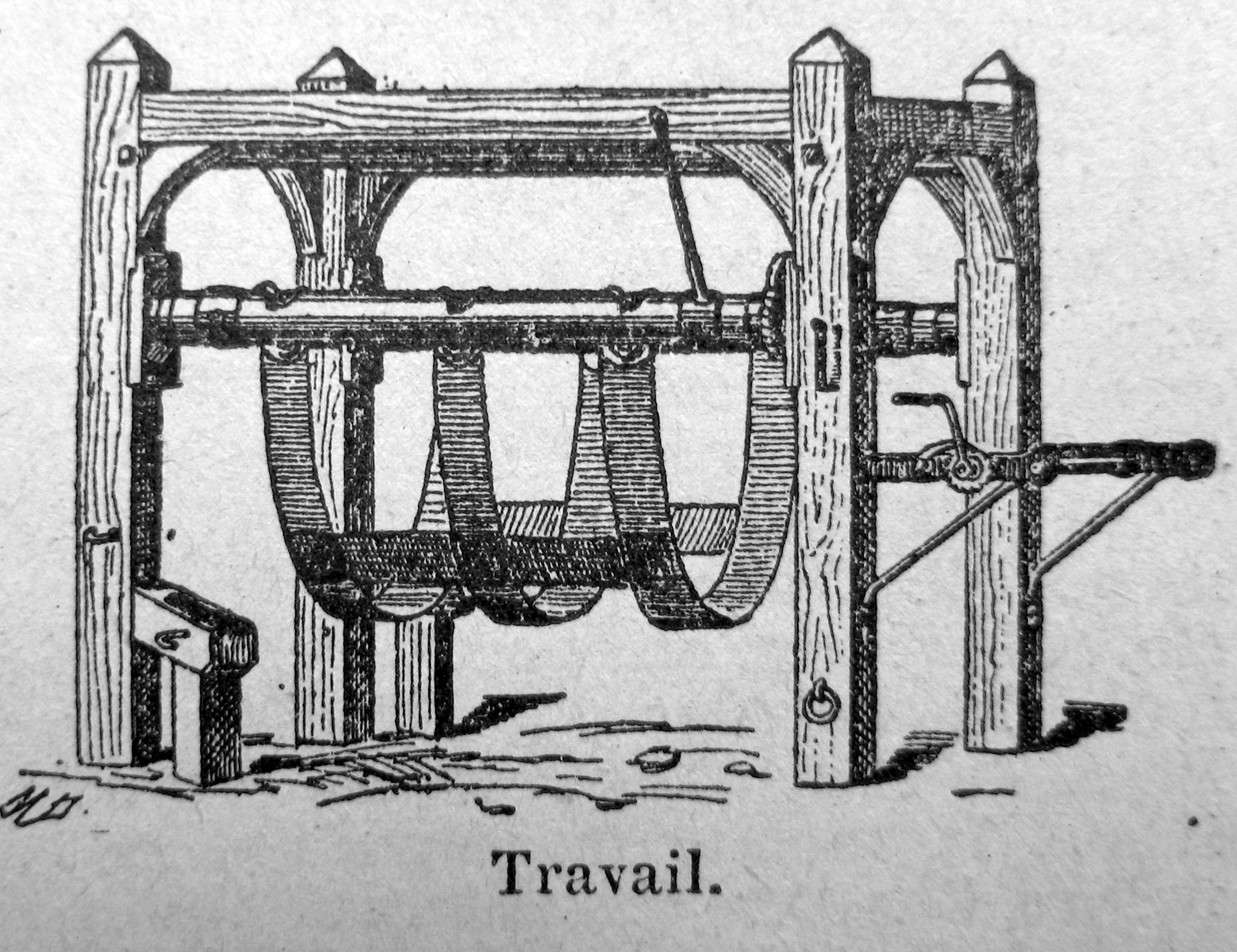
Dessin dans le Petit Larousse illustré de 1925.

Si quelques exemplaires sont constitués, ainsi que l'évoque l'étymologie du mot travail, de trois pieux comme celui de Roissard, la majorité semble posséder quatre poutres verticales. L'assemblage du bâti relève de la technique de la charpenterie pour ce qui est des travails à ferrer avec montants en bois. Une variante est observée dans le cas de ceux à montants de pierre.
La section de ces pieux est bien entendu importante, de même que le bois utilisé est sans doute toujours du chêne pour ses qualités de dureté et de résistance à la torsion, aux intempéries, aux insectes et aux champignons. Ces poutres verticales sont très solidement fixées dans le sol et réunies à leur extrémité supérieure, l'une à l'autre, par quatre autres pièces de bois (solives) parfois de section légèrement inférieure. Chaque angle ainsi formé par une pièce verticale et une pièce horizontale est renforcé par l'assemblage d'un gousset, dans le but de parfaitement solidariser les parties principales de ce bâti. Parfois, le renforcement était assuré par la fixation de pattes métalliques, comme à Saint-Sulpice-de-Cognac.
Les deux piliers avant de cette sorte de portique sont munis chacun à environ 50 cm du sol d'une sorte de barre de métal ou de court chevron en bois ou encore de marche destinée à l'appui des pattes avant de l'animal.
Certains travails édifiés à l'extérieur sont couverts d'un toit (oblique à une seule pente dans le cas de travail accolé à un mur voisin, en bâtière, donc à deux pans, pour un travail indépendant et isolé de toute construction proche). Les quatre gros pieux verticaux du bâti sont alors les porteurs directs du toit.

### Parties mobiles

#### Parties mobiles en matériau rigide
- parties rotatives, faisant fonction de treuil
- parties amovibles, basculantes ou pivotantes

#### Parties mobiles en matériau souple
- lanières et sangles
- ventrières

## Liste non exhaustive des travails à ferrer du patrimoine culturel
(Cette liste répertorie des dispositifs conservés (donc encore actuellement visibles) et d'autres définitivement disparus.)

### En France, avec pieux de bois

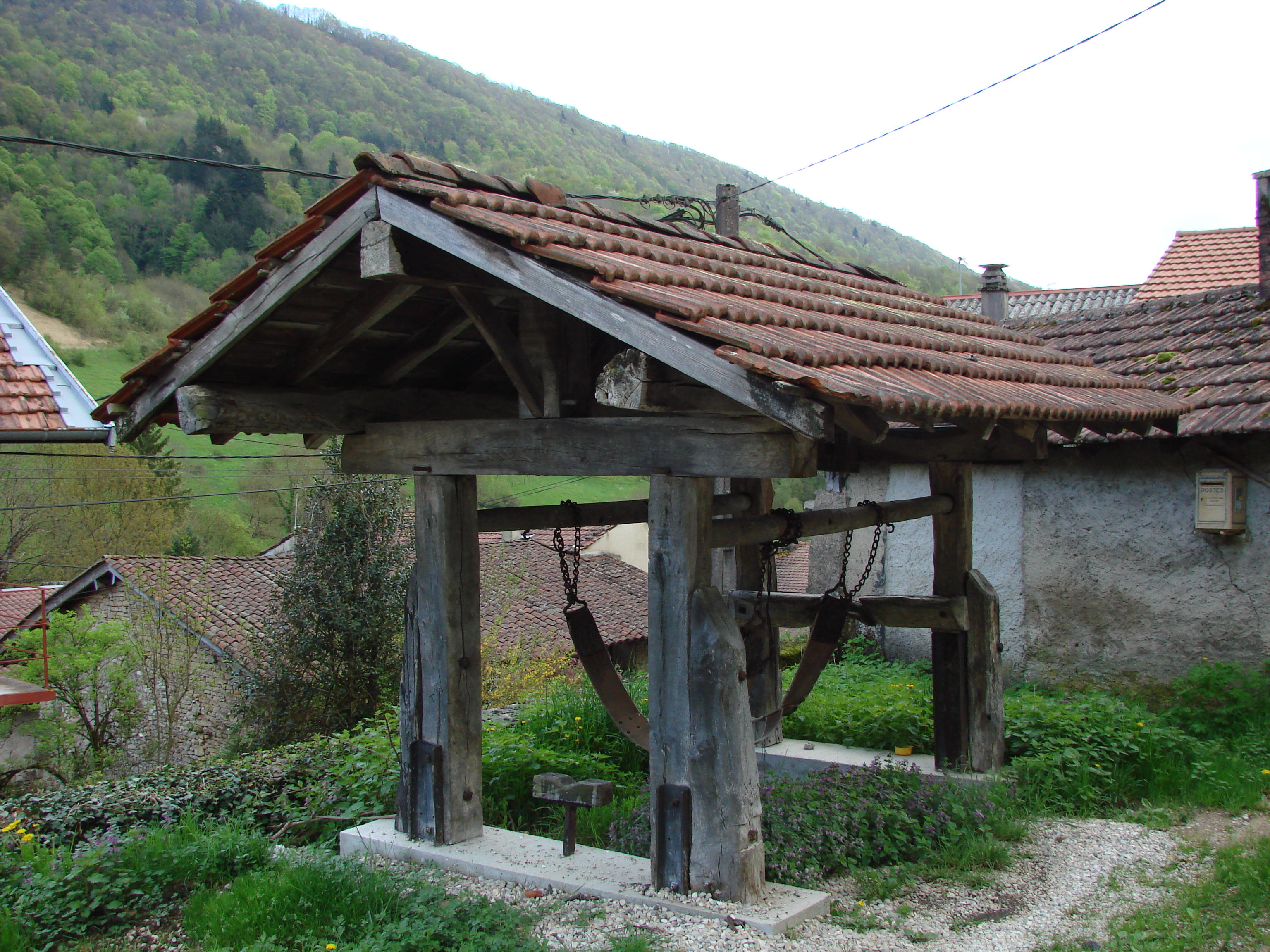
À Lupieu

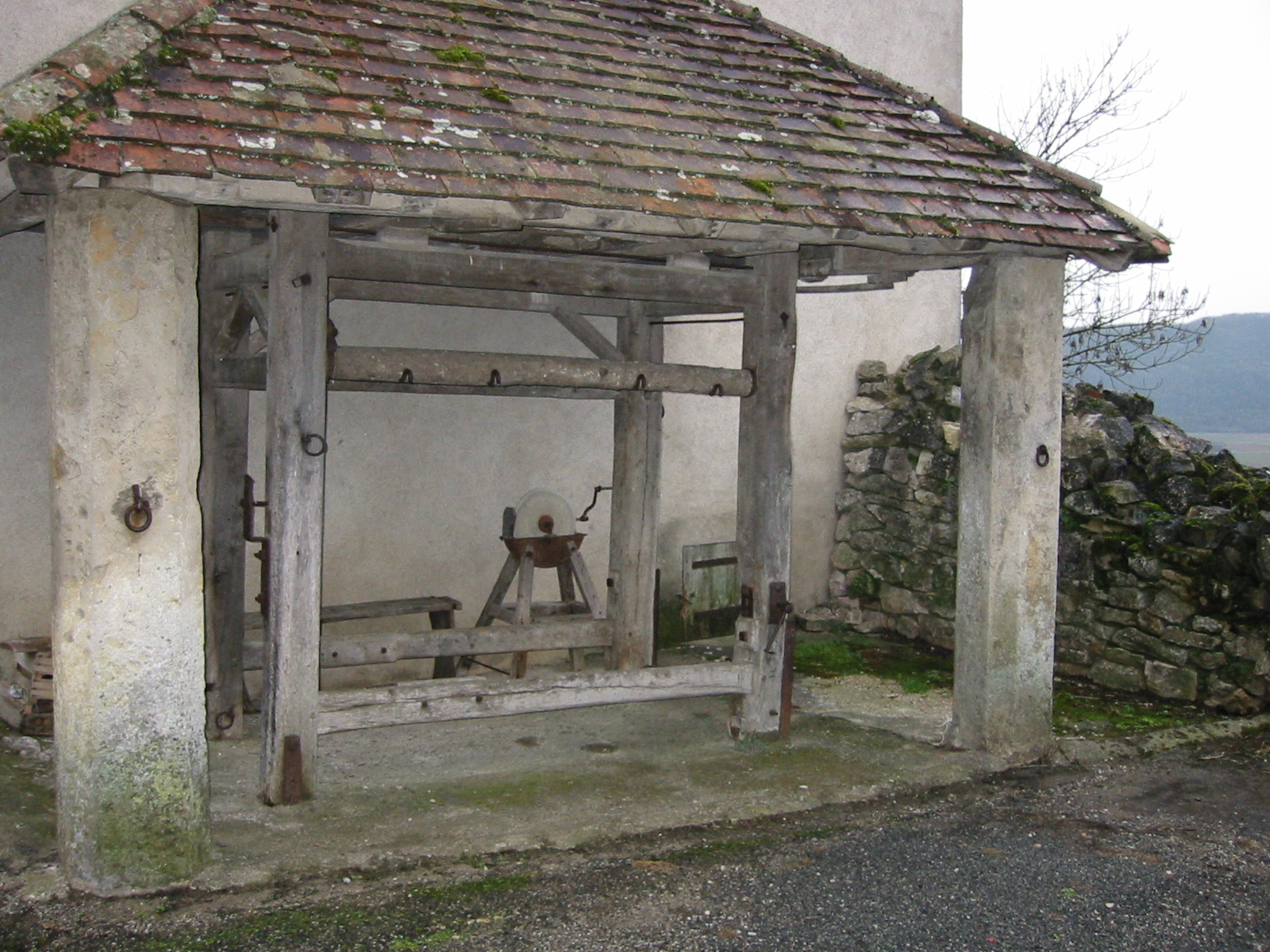
À Calvignac

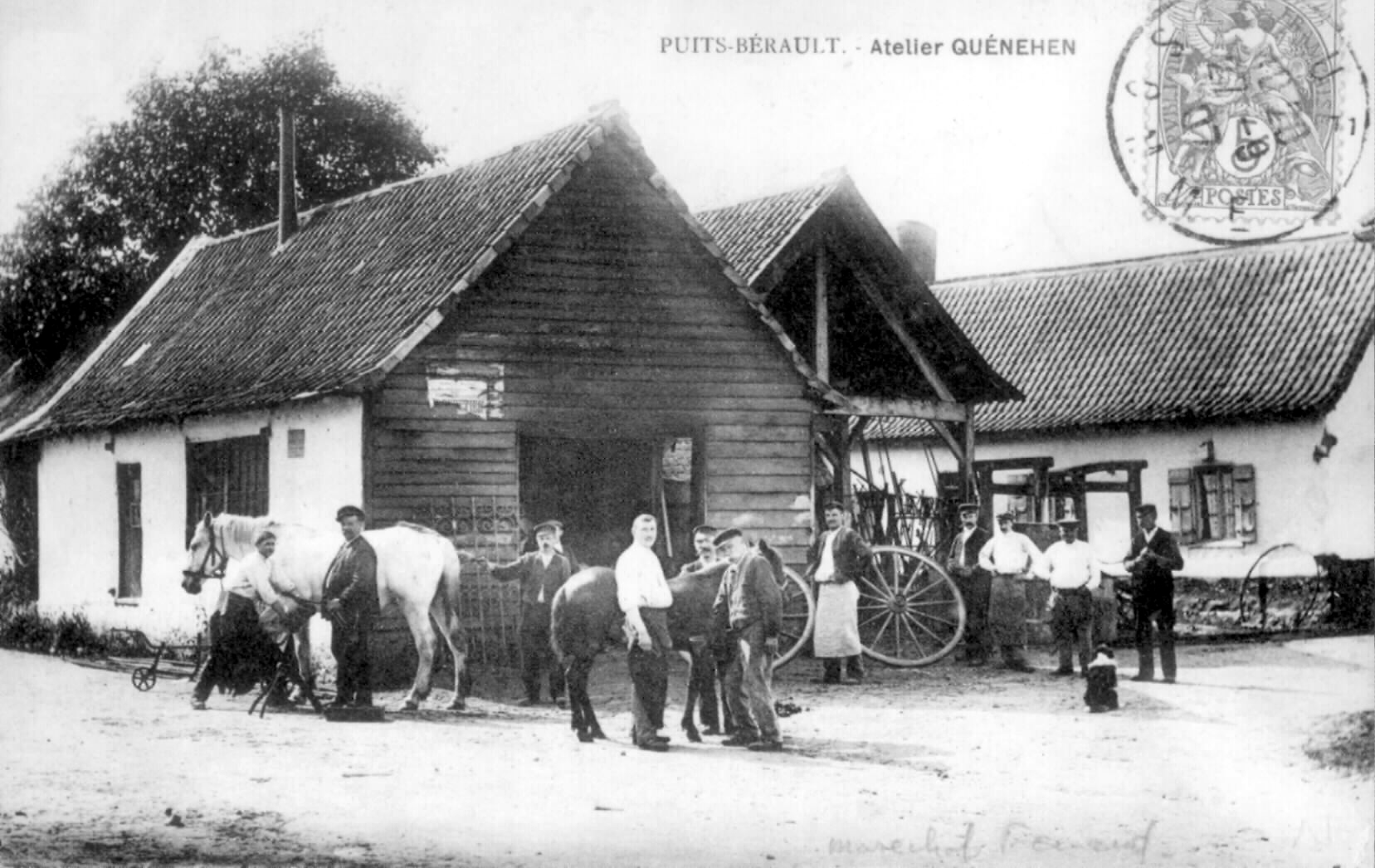
Le "travail à ferrer" de l'atelier Quénehen, vers 1905, à Puits-Bénault, (hameau du Pas-de-Calais).

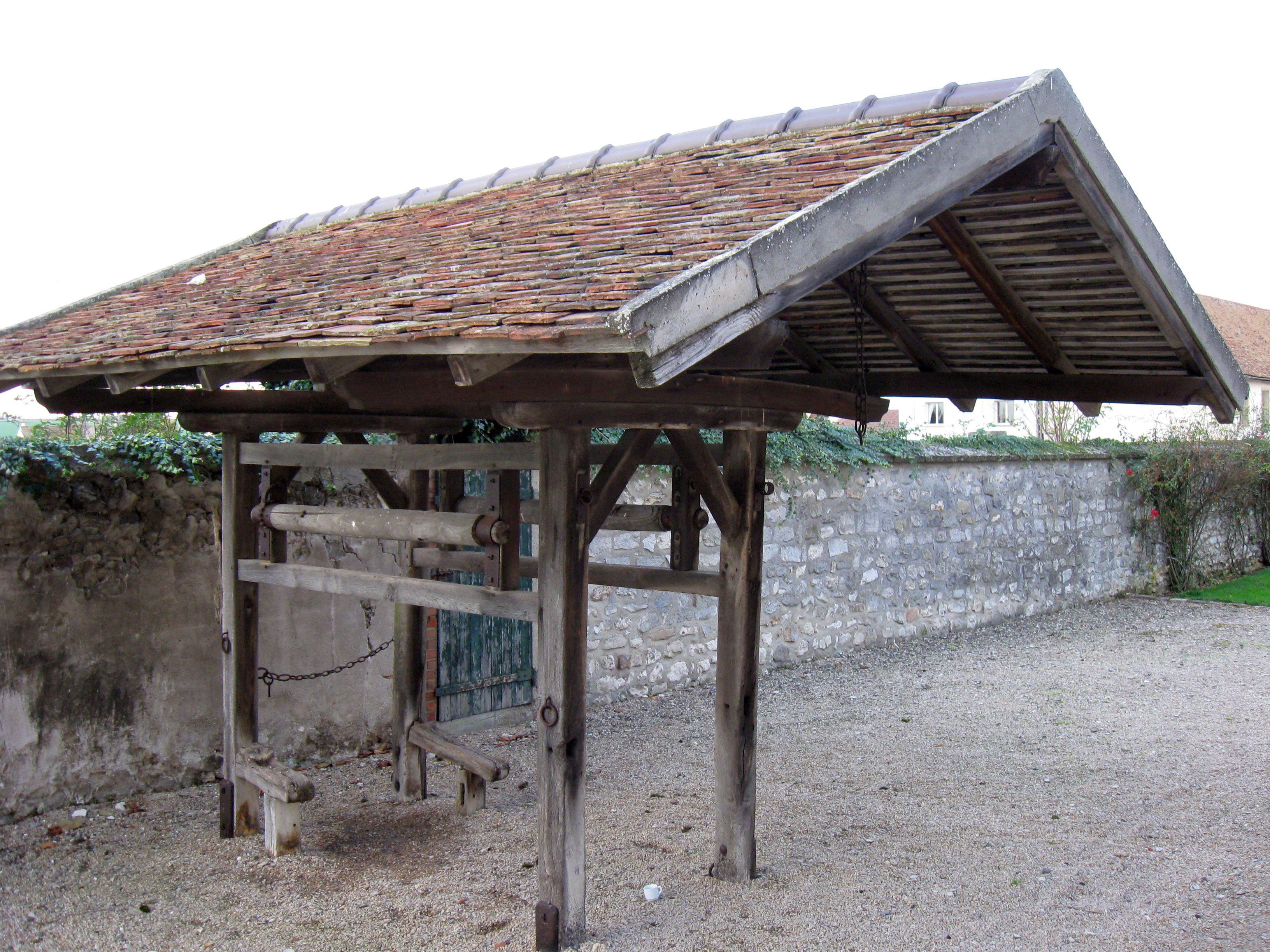
À Saint-Mesmes.

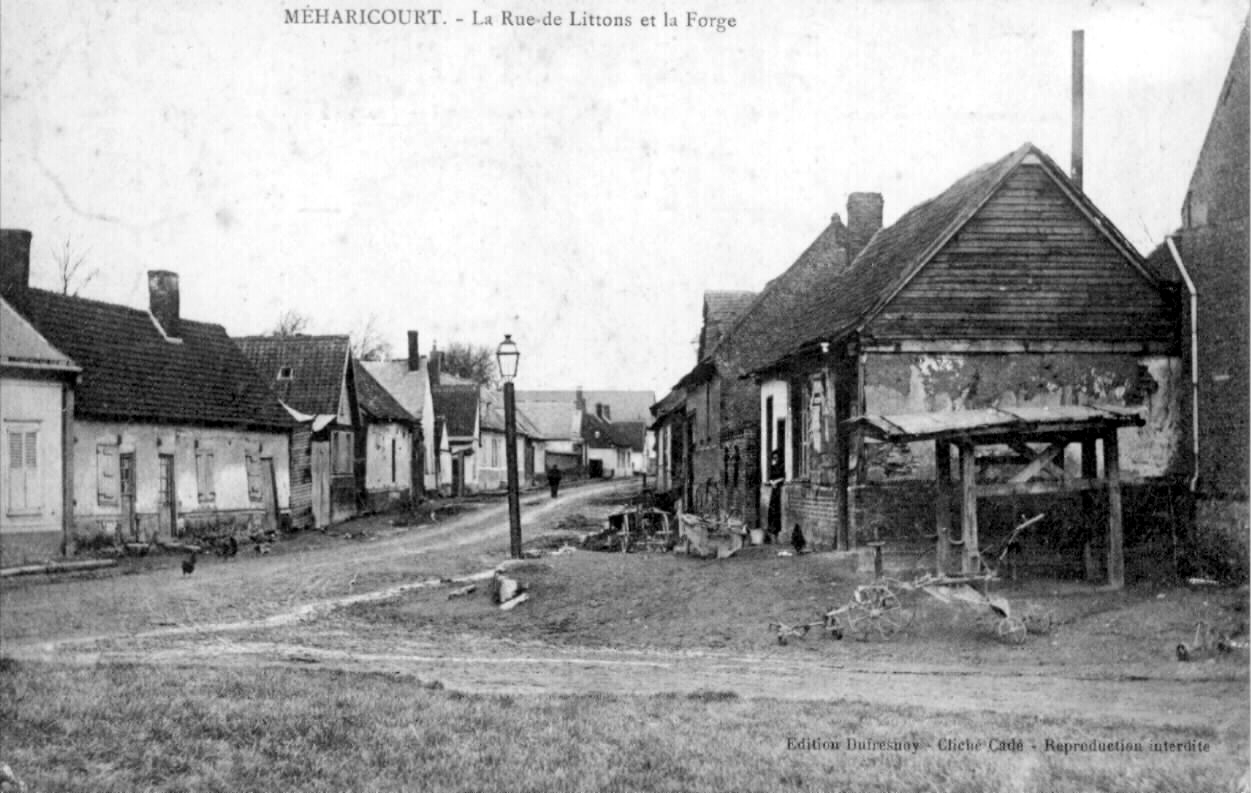
Dans la rue de Lihons, à Méharicourt, vers 1905.

#### Ain
- Conand[11]
- Sainte-Croix[12]

#### Aisne
- Soucy

Aisne.
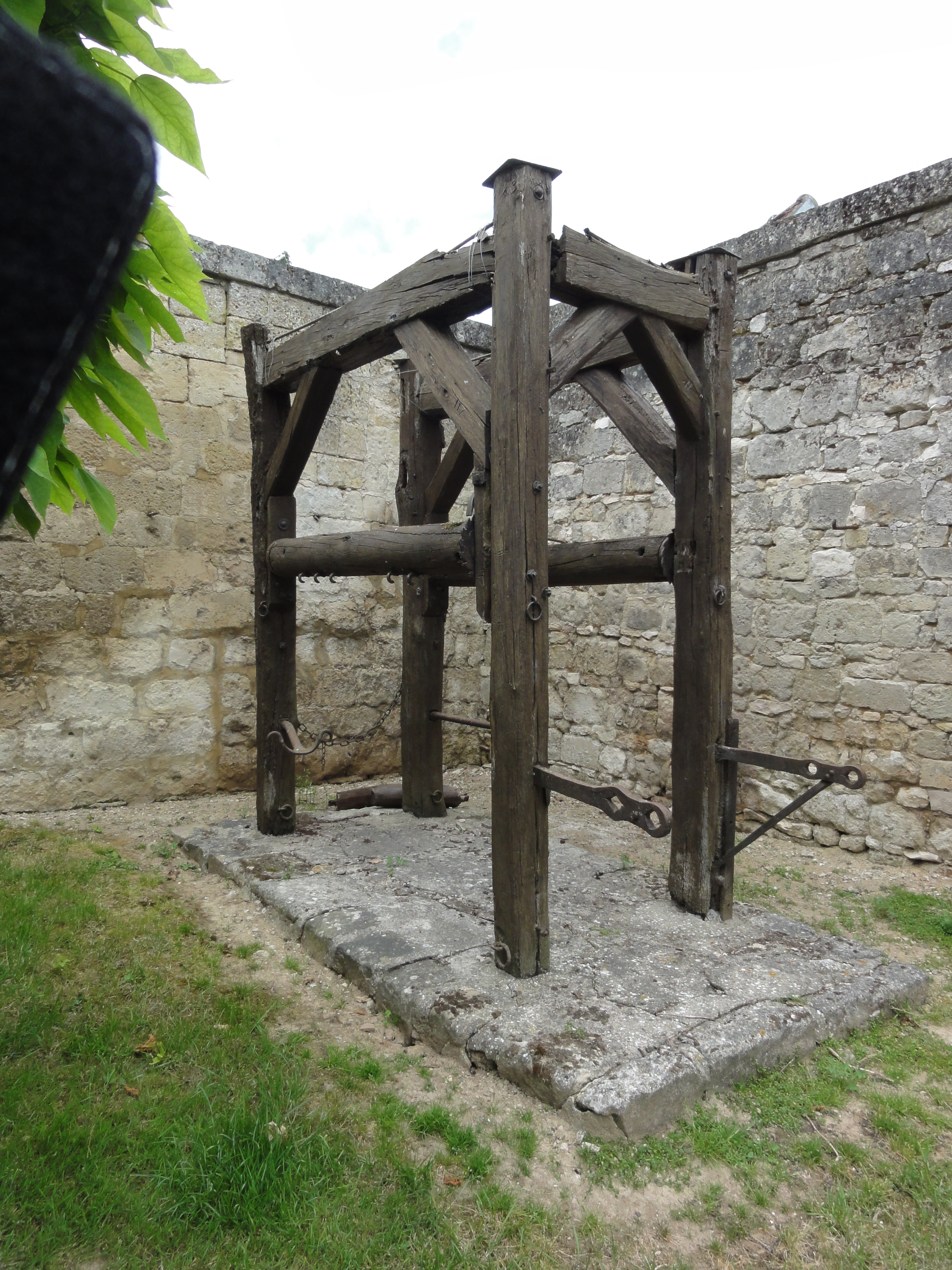
Soucy.

#### Ariège
- Limbrassac[13].

#### Aude
- Plavilla
- Saint-Julien-de-Briola
- Villardebelle

#### Aveyron
- Saint-Mayme

#### Charente
- Asnières-sur-Nouère[14]
- Montignac-le-Coq[15]
- Saint-Maurice-des-Lions, au hameau de Lésignac.
- Saint-Sulpice-de-Cognac[15]
- Saulgond

#### Deux-Sèvres

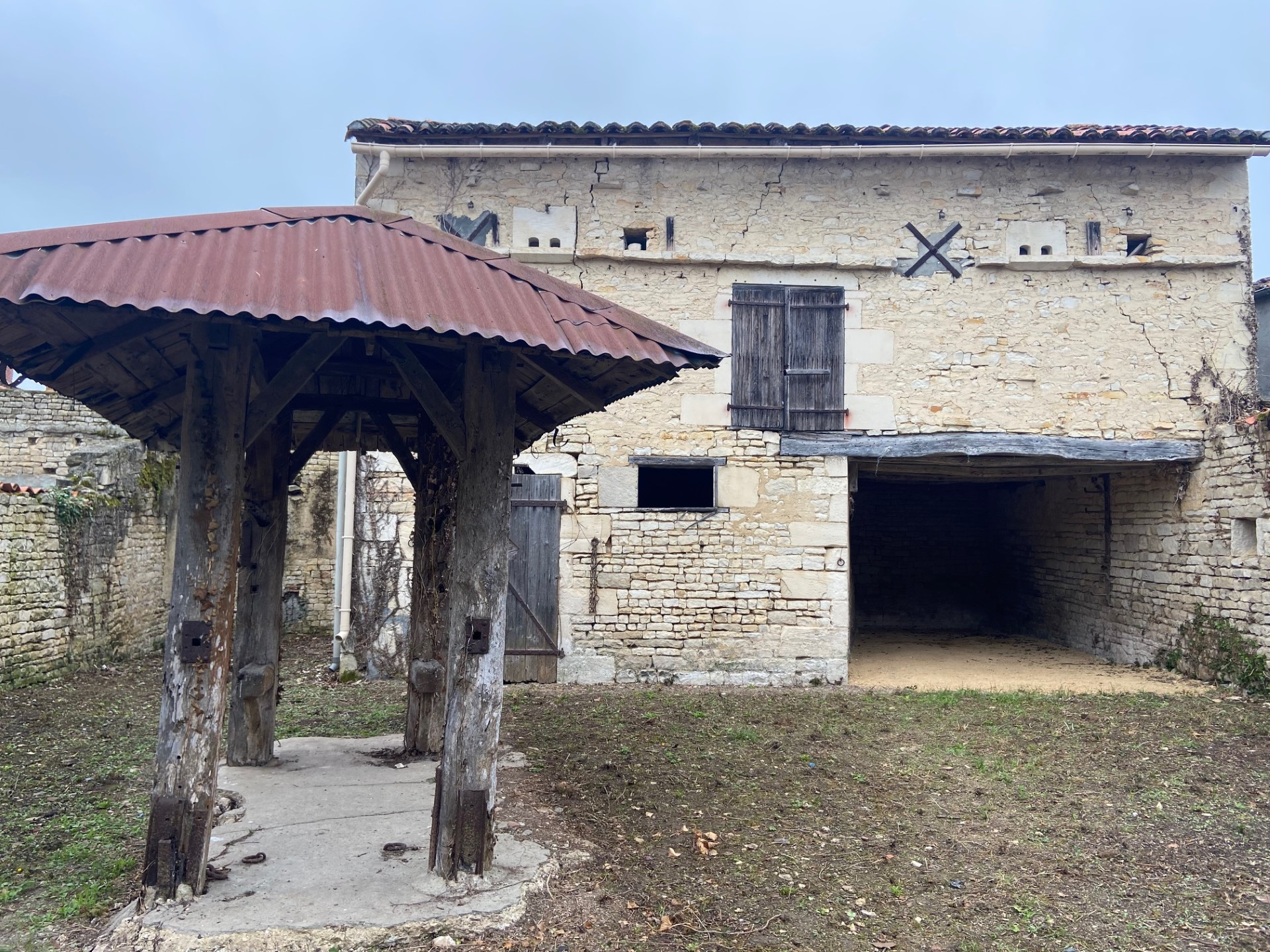
Dans cette région des Deux Sèvres, Couture d'Argenson, on appelle parfois cela un Tramail à Ferrer.

- Dans cette région des Deux Sèvres, Couture d'Argenson, on appelle parfois cela un Tramail à Ferrer.Couture d'Argenson

#### Dordogne
- Castels, au hameau de Baran.
- Cause-de-Clérans
- Meyrals, "trémail" dans le village, à l'angle de la route de Combenègre et de la rue du Vieux Bourg
- Naussannes
- Razac-d'Eymet, à l'angle du parvis de l'église.
- Saint-Estèphe, devant la forge de Fernand
- Saint-Pierre-de-Frugie
- Saint-Seurin-de-Prats
- Veyrignac derrière l'église

#### Quelques travails de la Dordogne

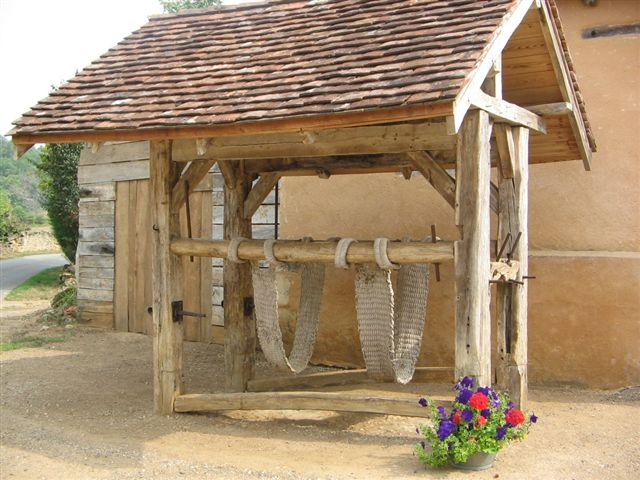
Castels, hameau de Baran.
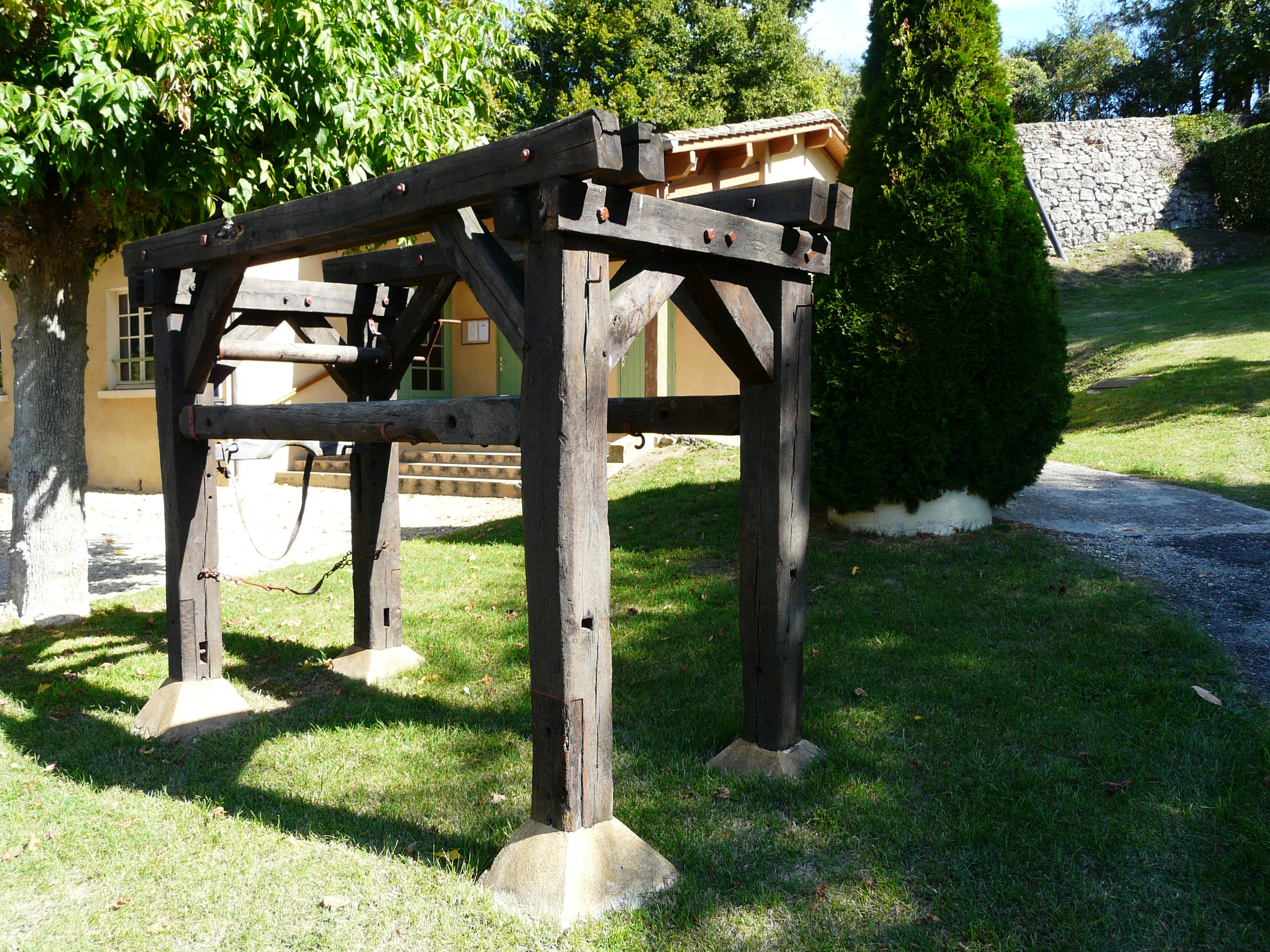
Cause-de-Clérans.
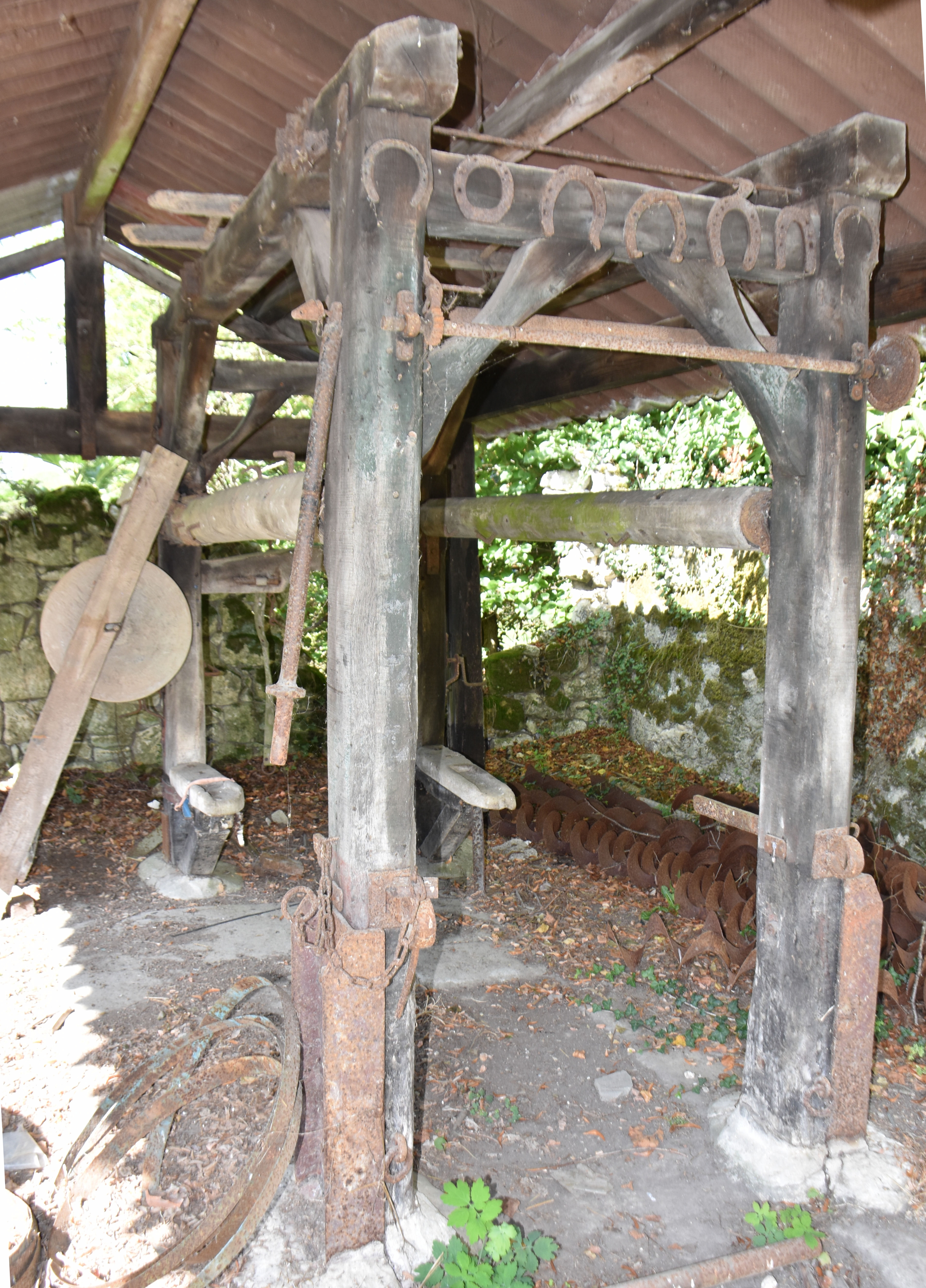
Razac-d'Eymet.
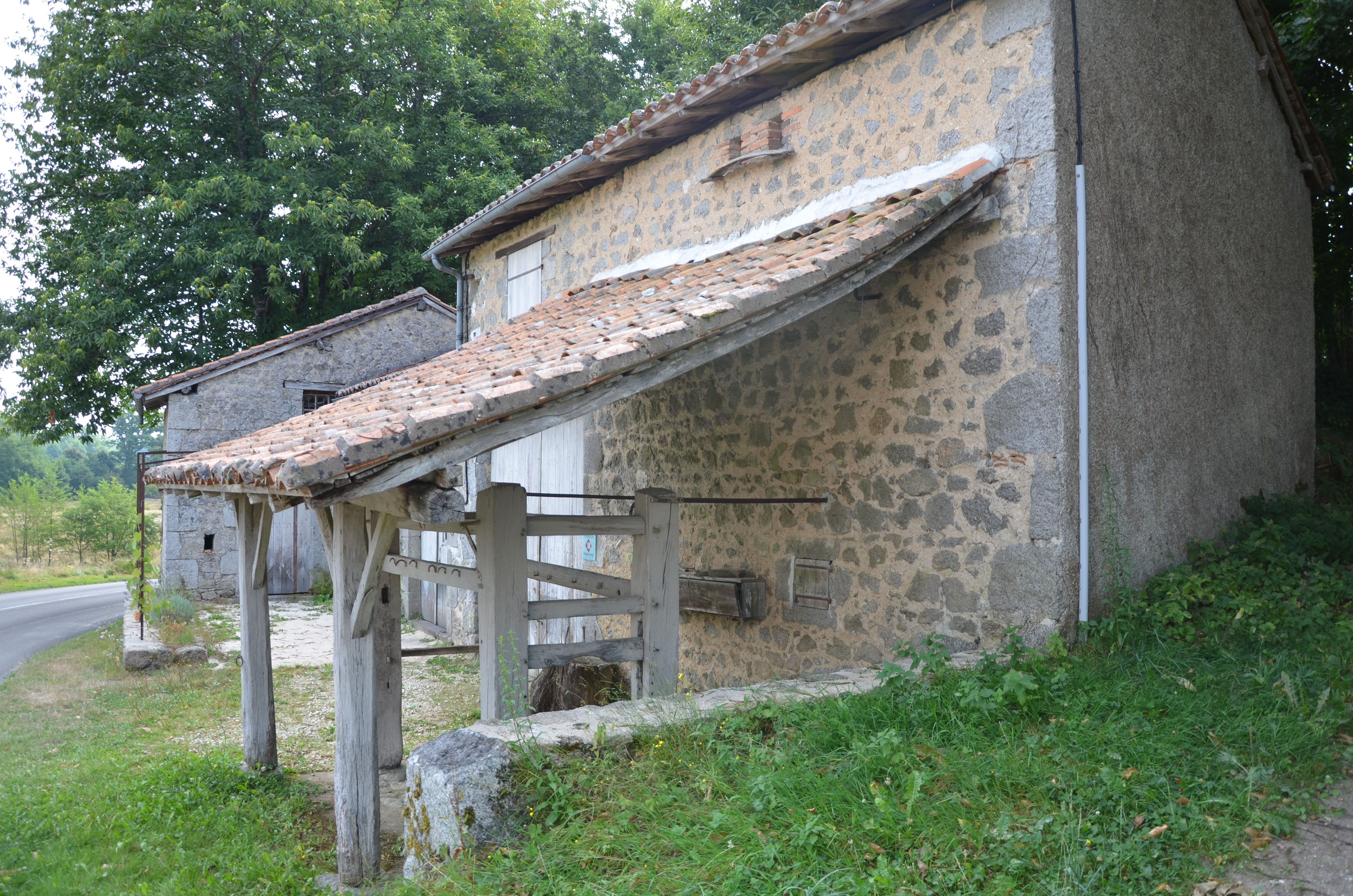
Saint-Estèphe.
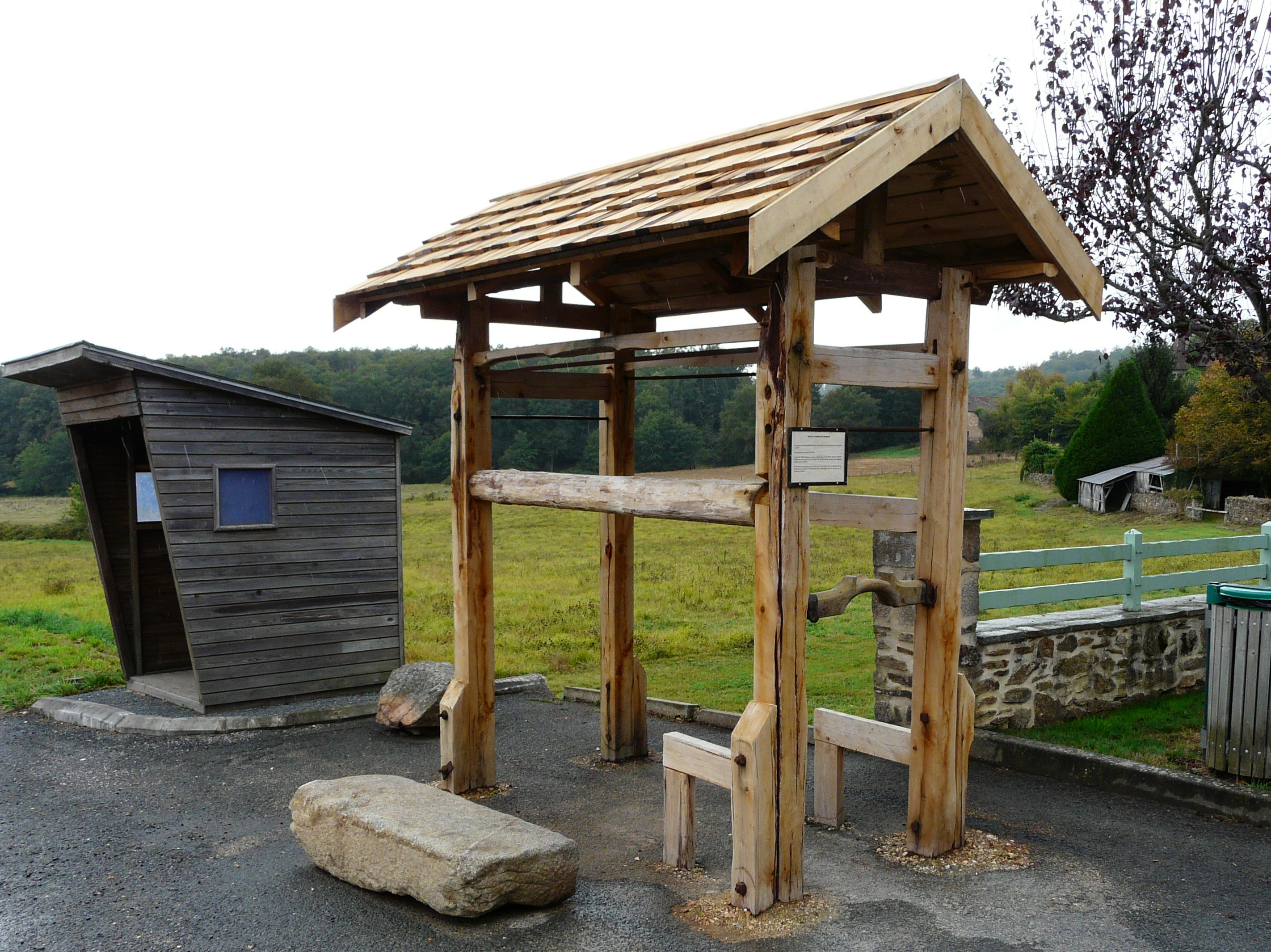
Saint-Pierre-de-Frugie.
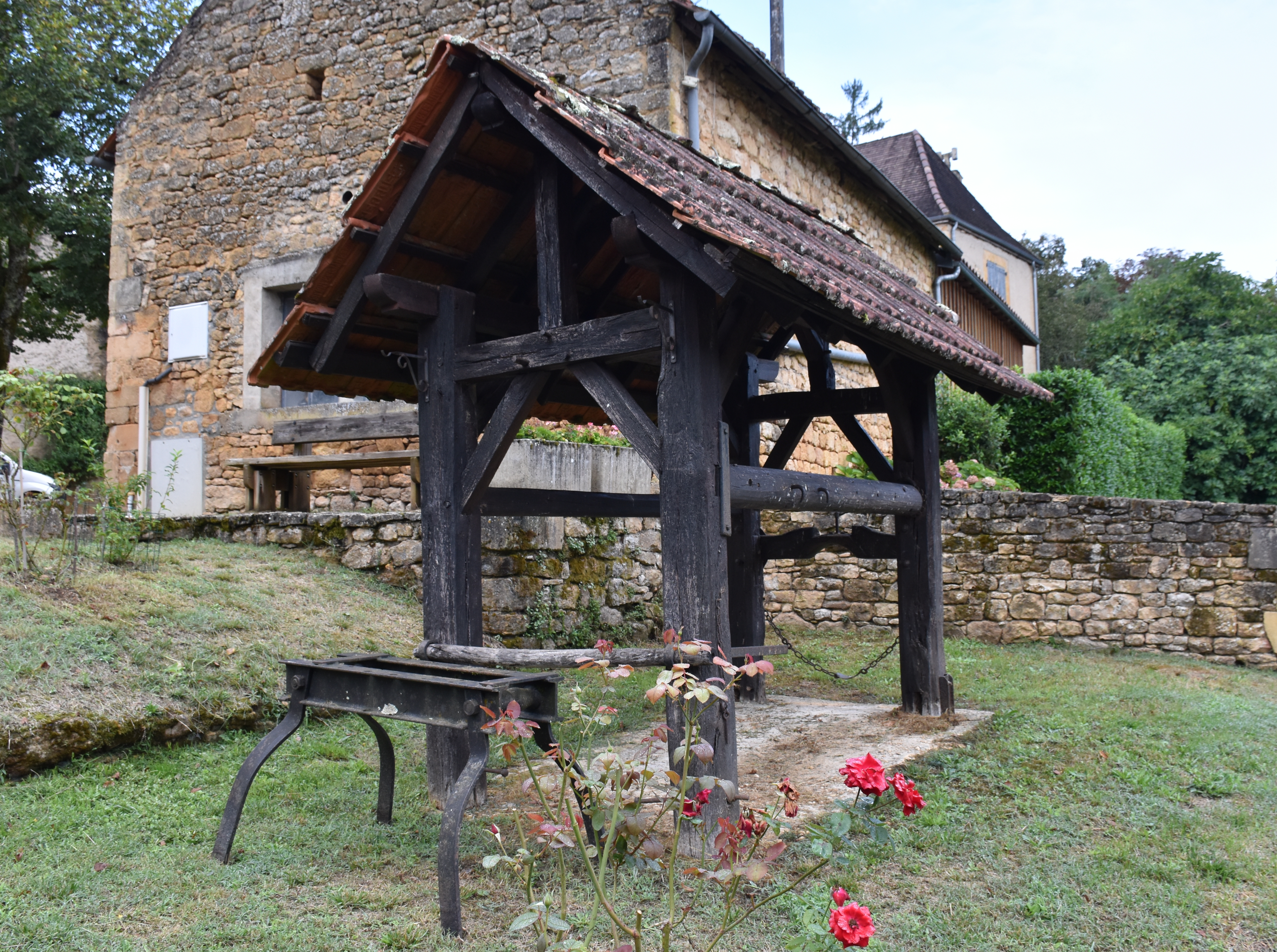
Veyrignac.

#### Doubs
- Flagey
- Myon[16]
- Nancray, au musée des Maisons comtoises

#### Gers
- Bassoues
- Caumont

#### Gironde
- Gabarnac
- Lerm-et-Musset
- Loubens

#### Haute-Garonne
- Auzas
- Mayrègne

Haute-Garonne.
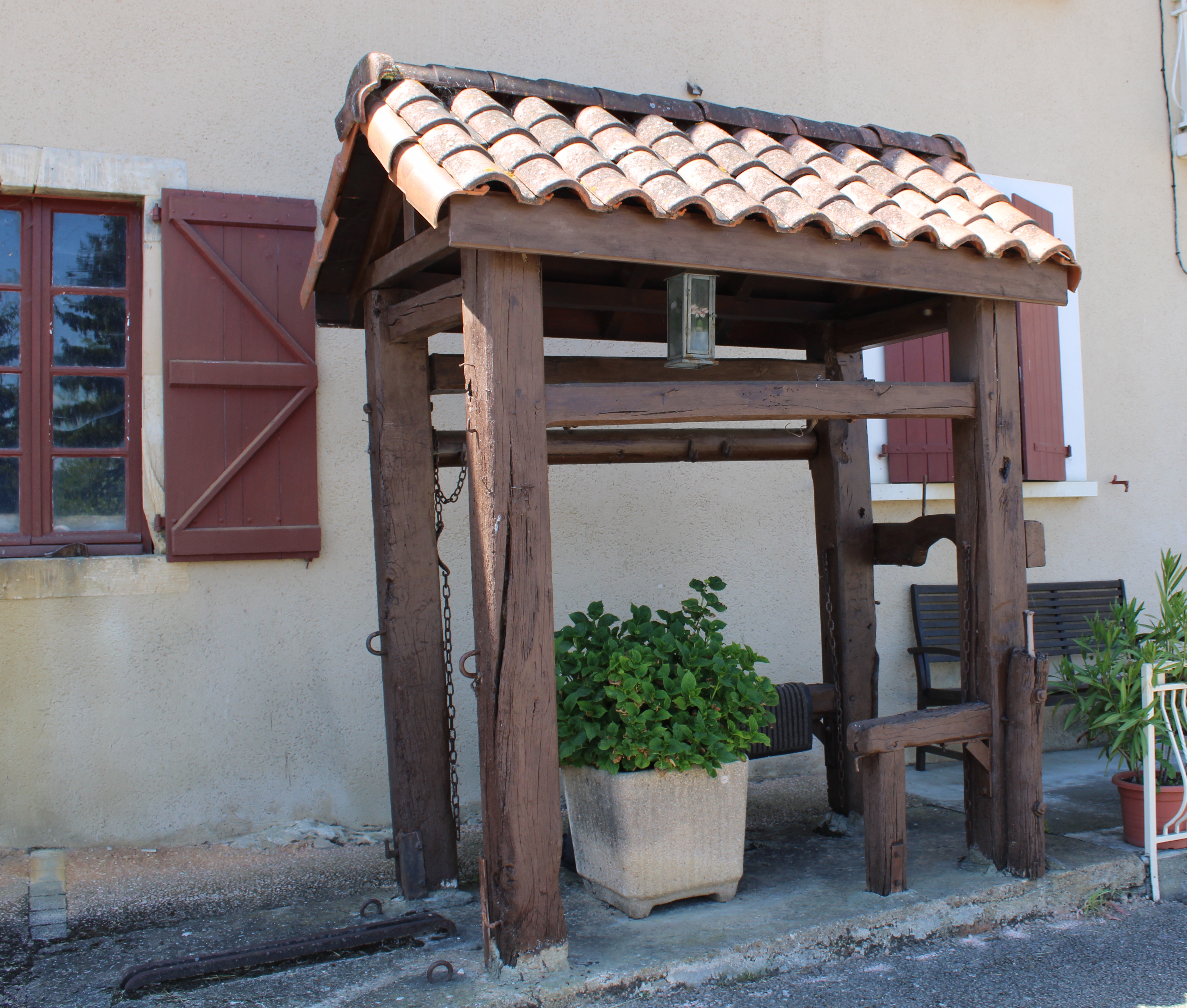
Auzas.

#### Hautes-Pyrénées
- Bazus-Aure
- Esbareich
- Escoubès-Pouts
- Grailhen
- Jézeau
- Vielle-Adour
- Vielle-Louron

Hautes-Pyrénées.
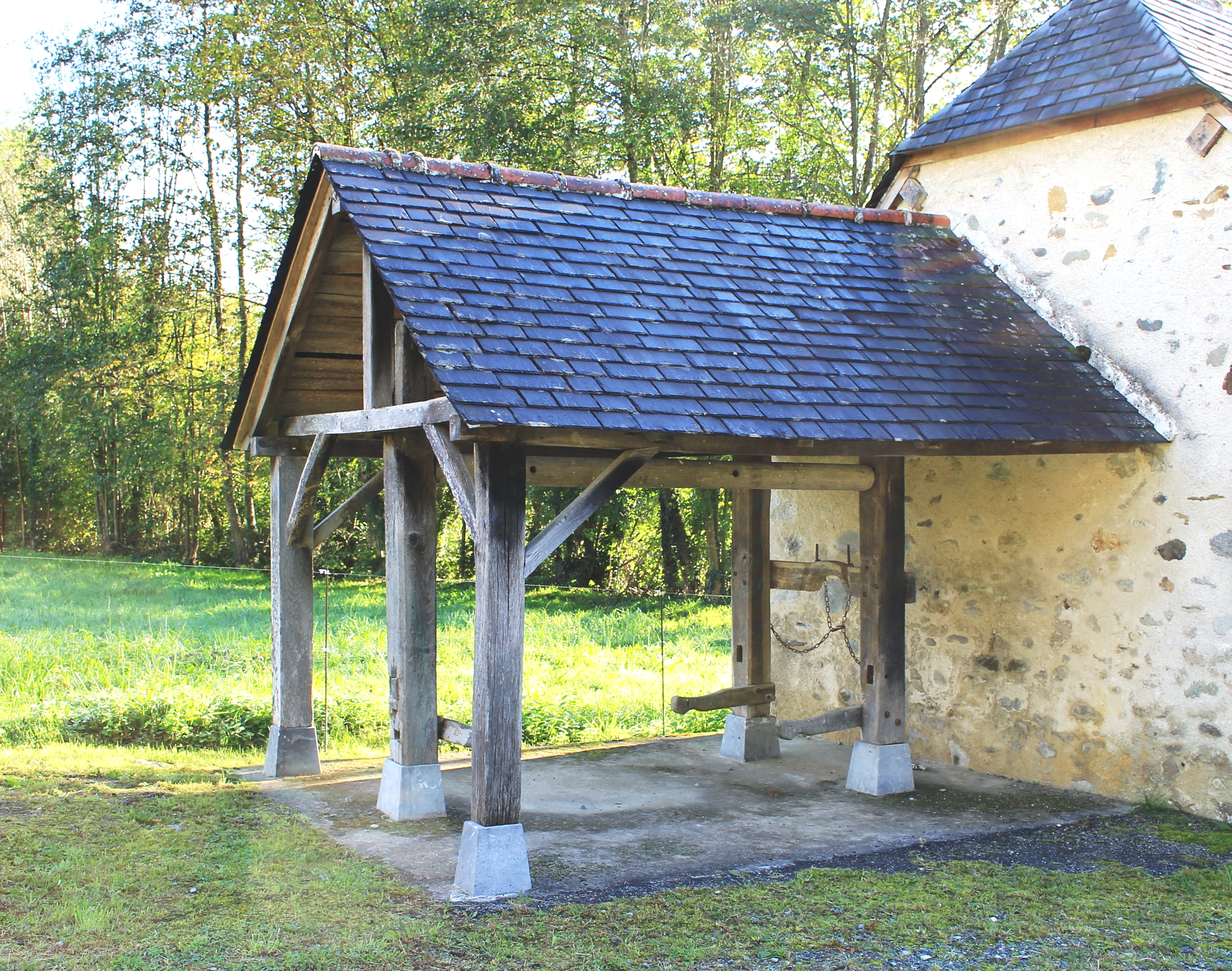
Escoubès-Pouts.
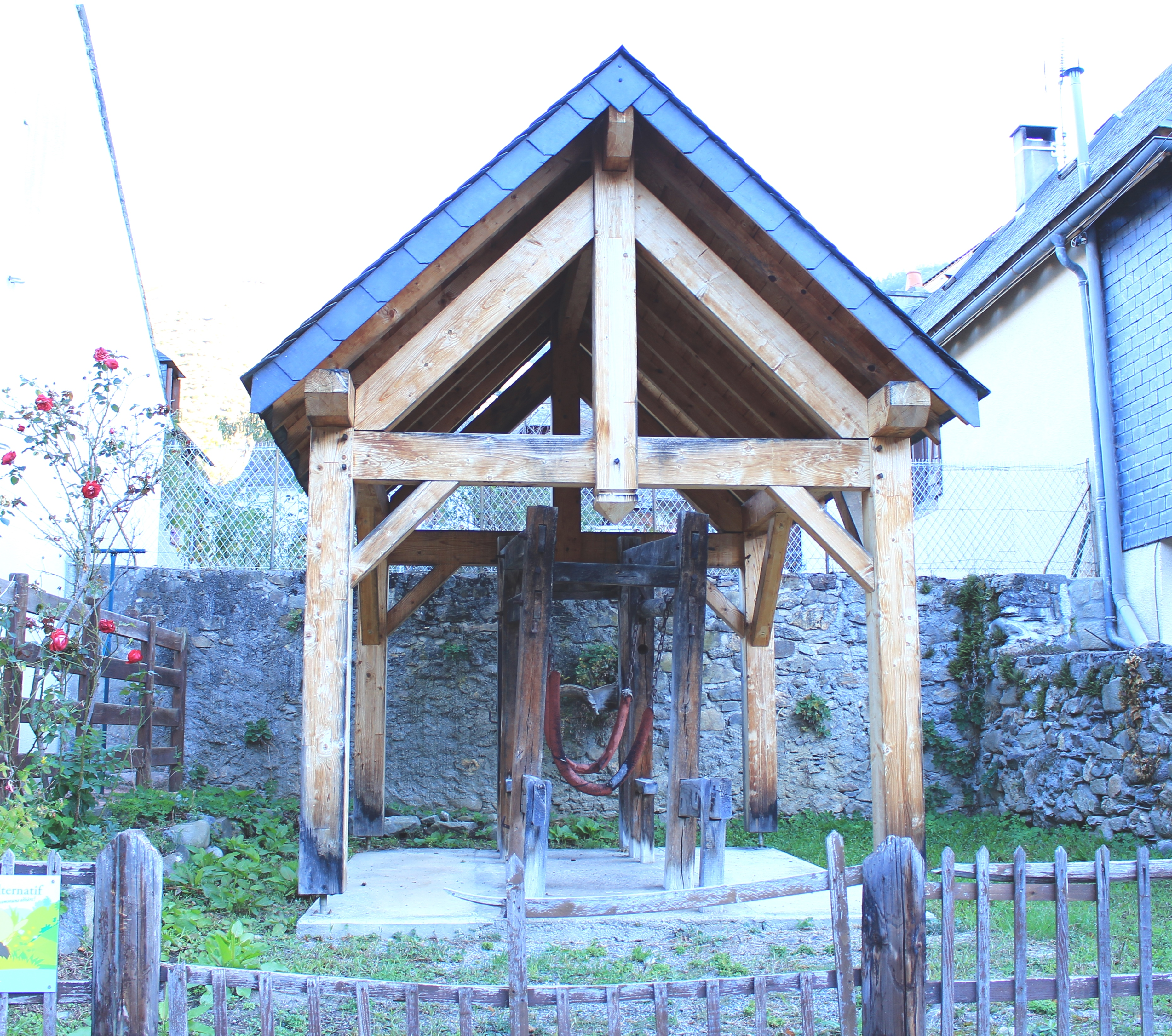
Jézeau.
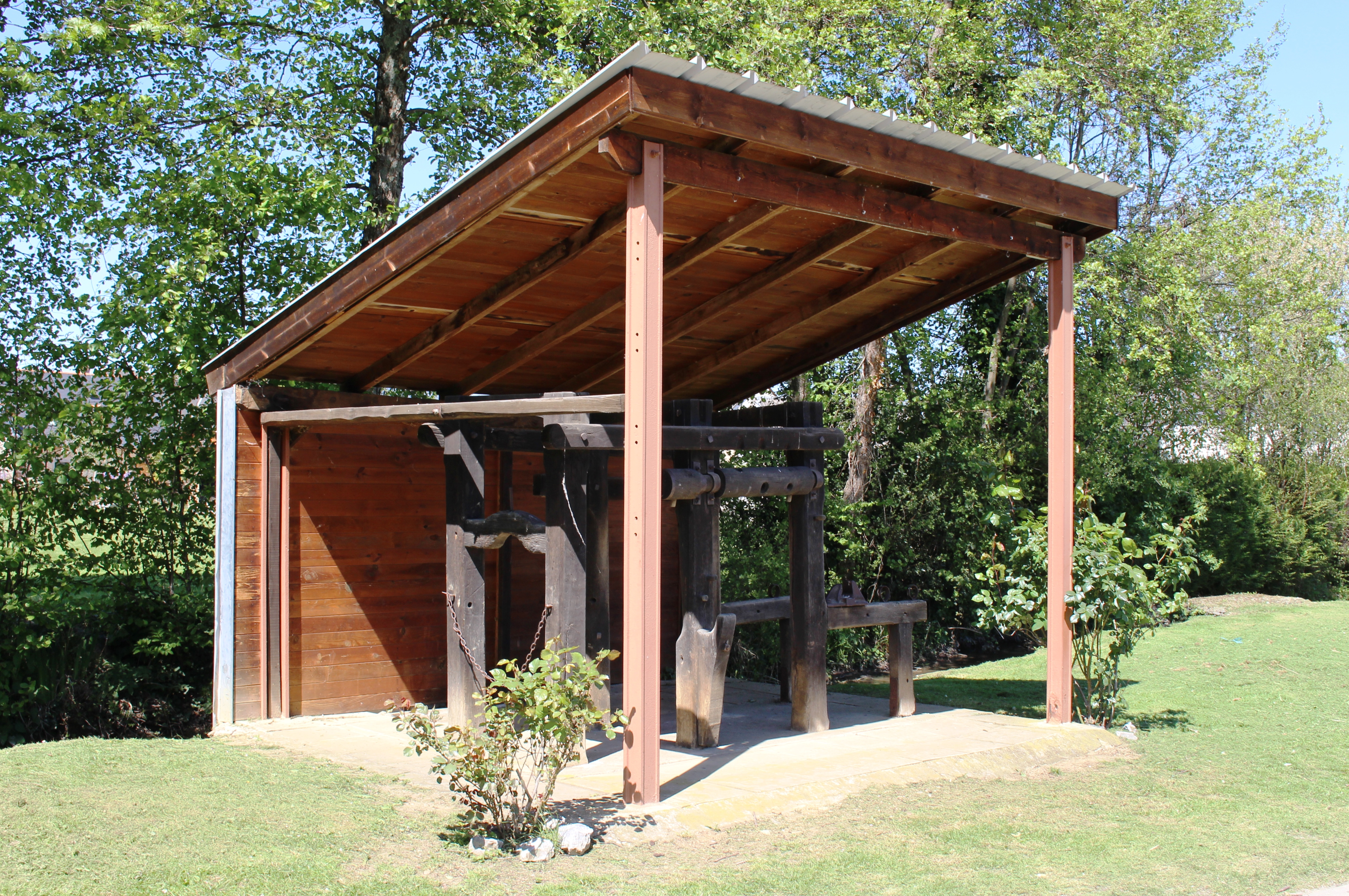
Vielle-Adour.
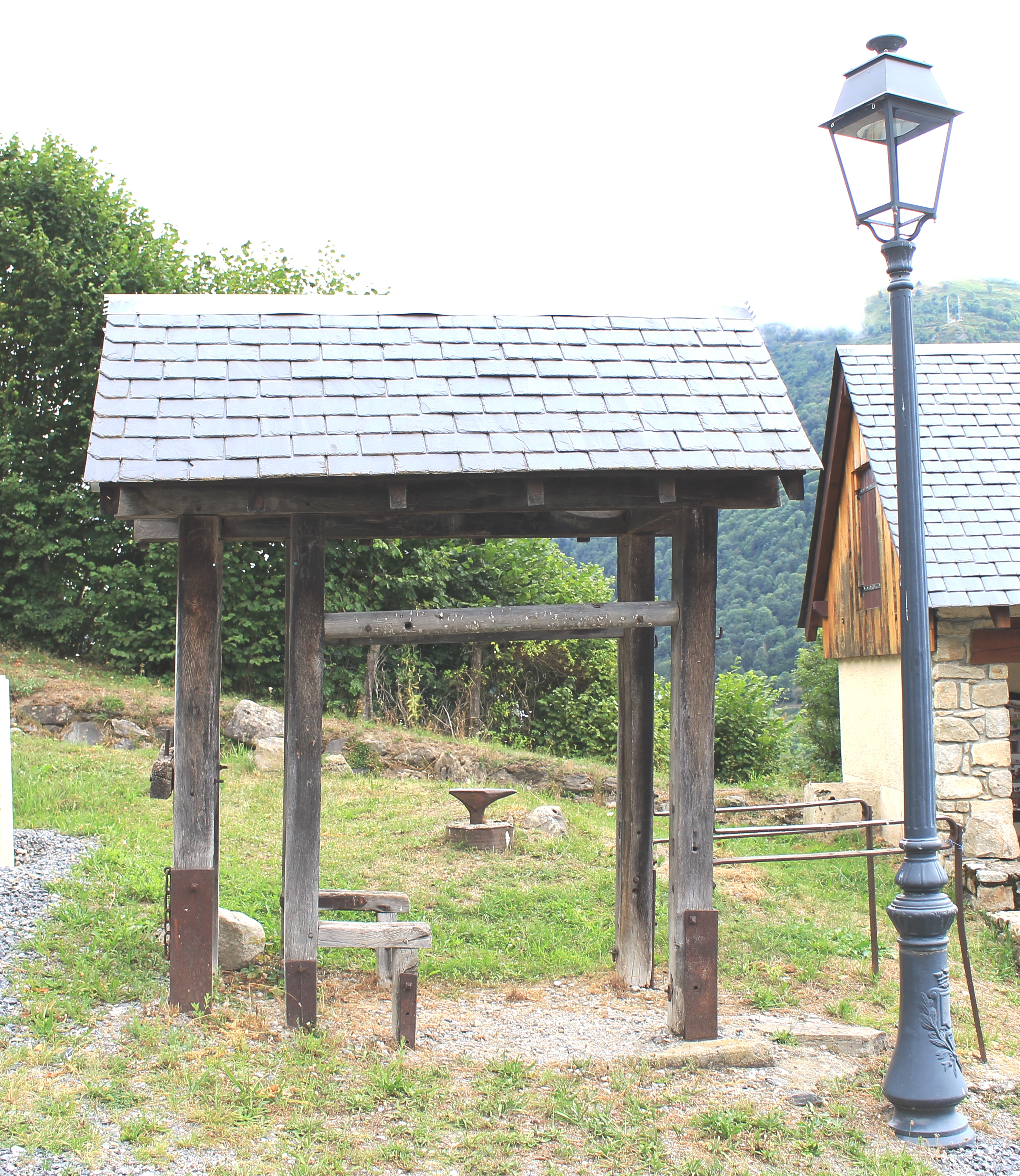
Vielle-Louron.

#### Haute-Saône
- Écromagny

#### Isère
- Autrans
- Lalley

#### Jura
- Mirebel
- Uxelles

#### Lot
- Calvignac
- Corn
- Rampoux

#### Lot-et-Garonne
- Colayrac-Saint-Cirq[17]
- Cuzorn
- Lacépède
- Loubès-Bernac

#### Lozère
- Florac
- (Saint Saturnin)
- Recoules-d'Aubrac

#### Oise
- Rouvroy-les-Merles, travail dont l'origine reste à déterminer, mais entreposé au Centre de Formation Professionnelle Agricole.

#### Pas-de-Calais
- Groffliers[18]
- Lépine, au hameau de Puits-Bérault.

#### Puy-de-Dôme

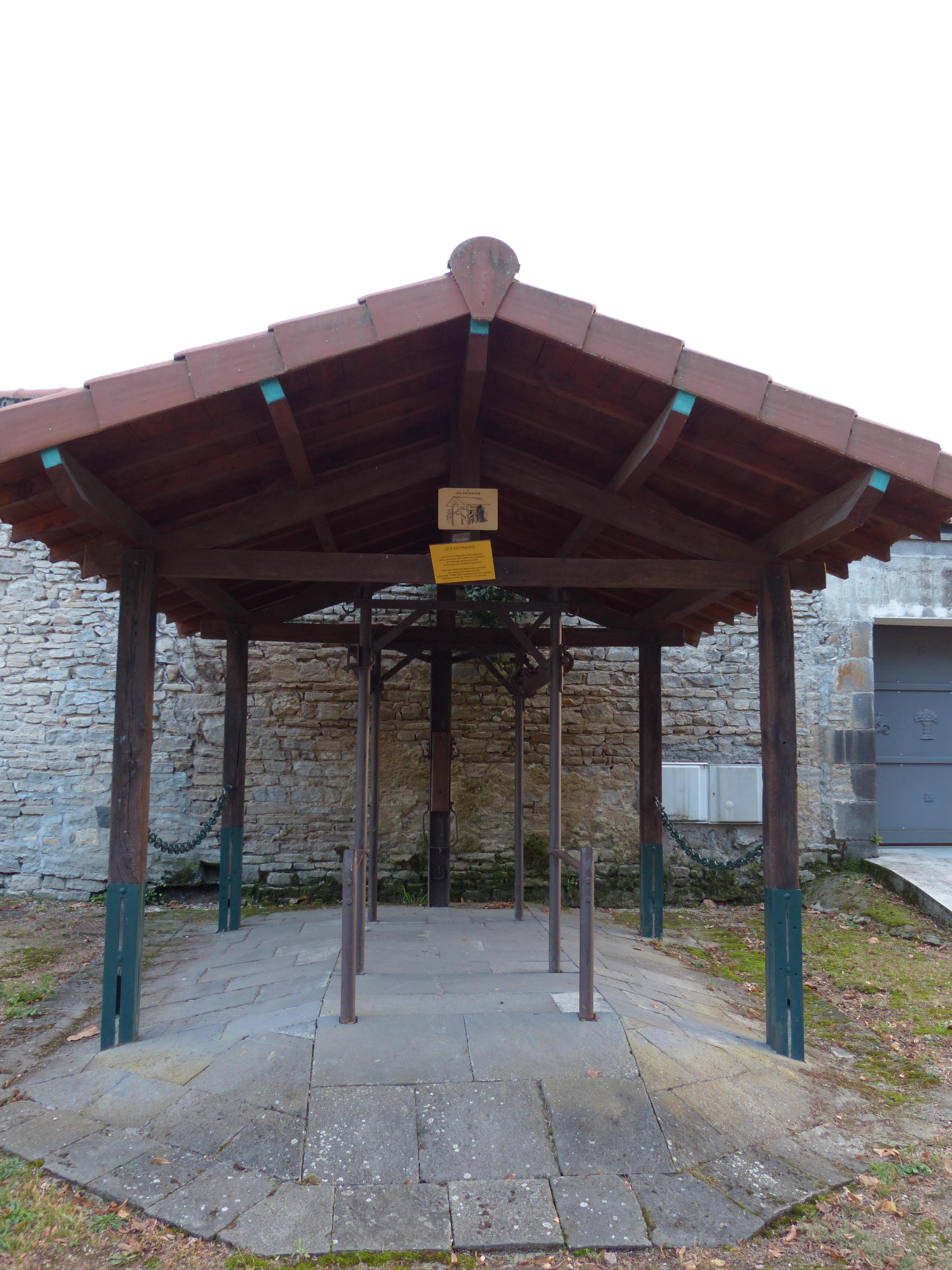
Varennes-sur-Morge

- Saint-Saturnin
- Varennes-sur-Morge

#### Pyrénées-Atlantiques
- Poey-de-Lescar[19]

#### Pyrénées-Orientales

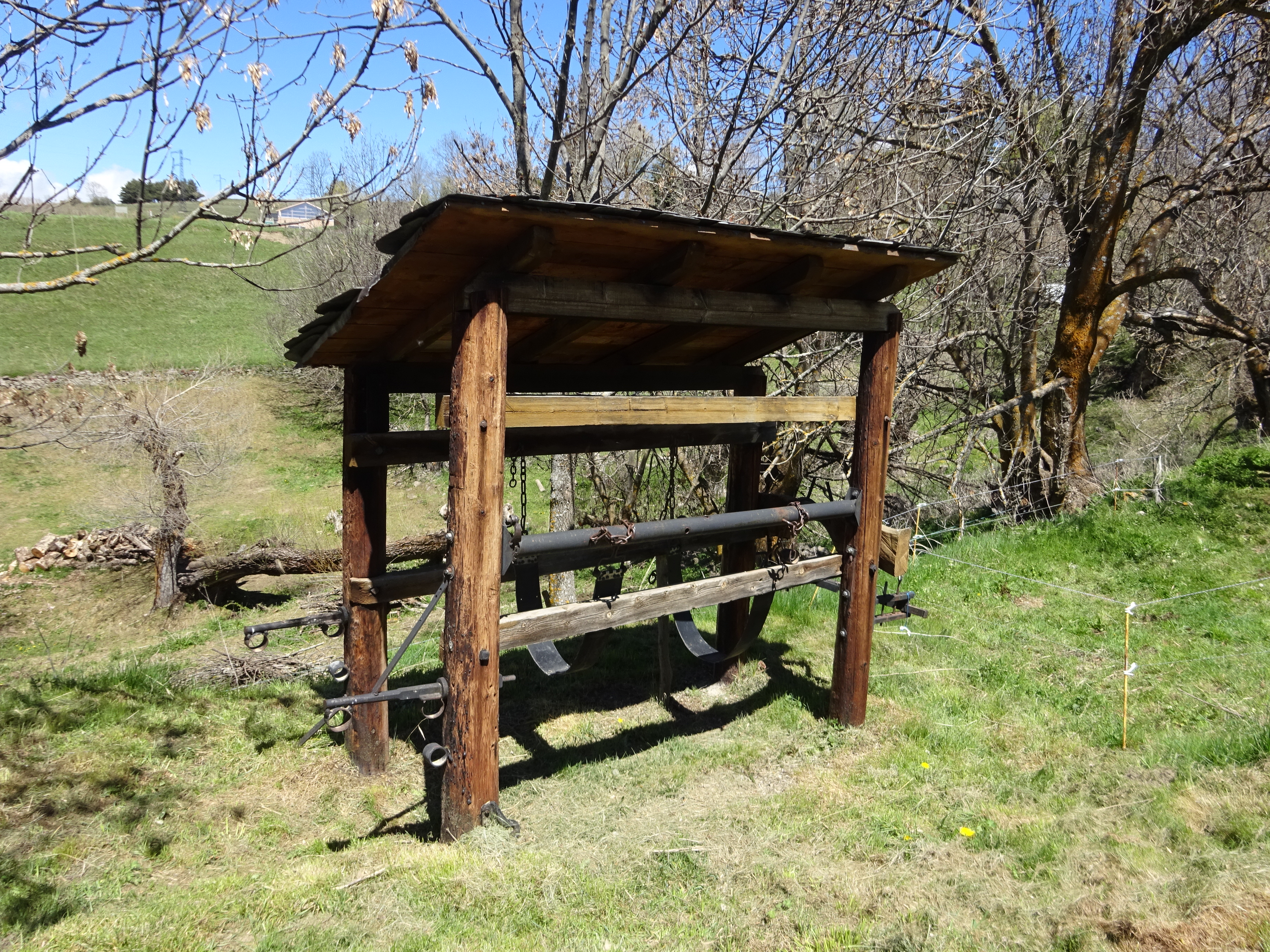
Travail à ferrer, carrer de Cal Noret à Eyne

- Eyne

#### Seine-et-Marne
- Saint-Mesmes

#### Seine-Saint-Denis
- Tremblay-en-France, à la grange aux dîmes.

#### Somme
- Bray-lès-Mareuil[20]
- Buigny-Saint-Maclou, travail à ferrer détruit vers 1960 (forge située à côté de l'école communale)[21].
- Lamotte-Buleux, travail à ferrer détruit vers 1960[22].
- Méharicourt
- Millencourt-en-Ponthieu[20]

Territoire de Belfort
- Etueffont, travail à ferrer faisant partie de la Forge-musée

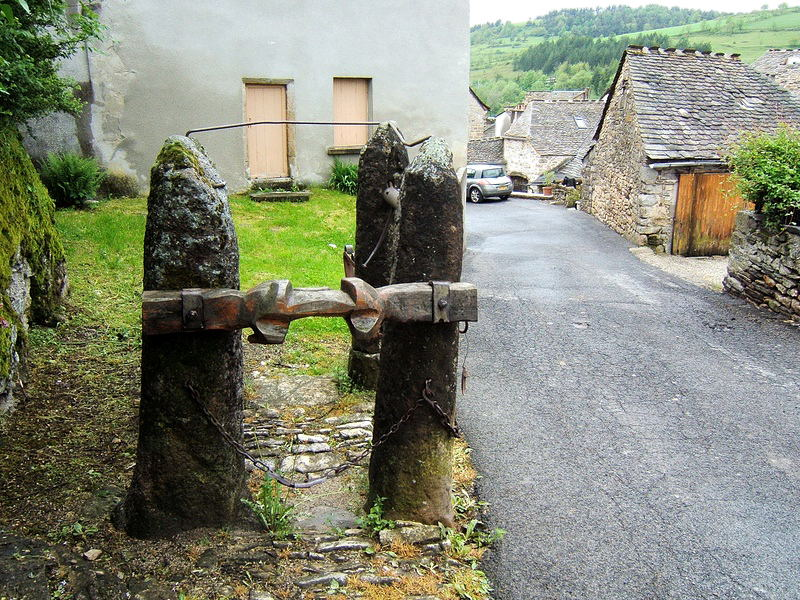
Au Bleymard

#### Haute-Vienne
- Bersac-sur-Rivalier, près de la gare.
- Pensol, à côté de l'église.

#### Yvelines

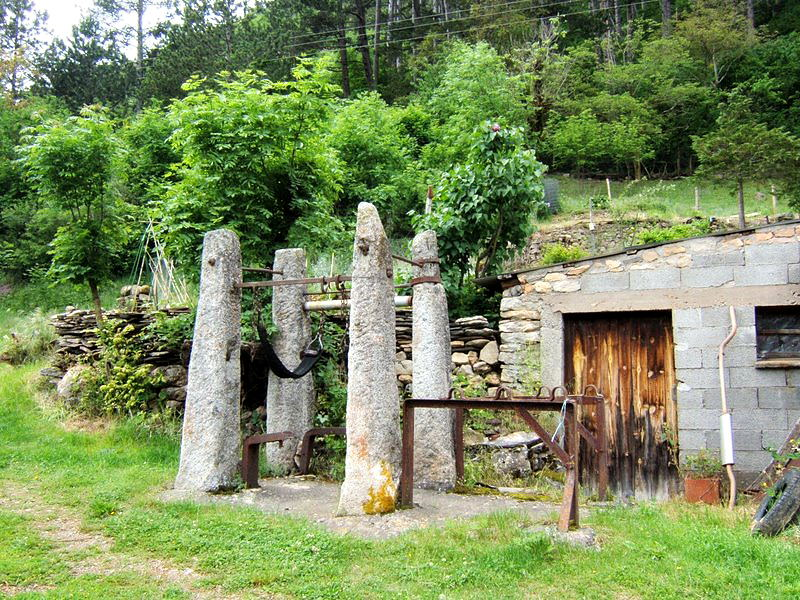
En Lozère

- Guyancourt, à la ferme de Belébat

### En France, avec montants de pierre

#### Cantal
- Liozargues, commune de Roffiac (en basalte)[23]

#### Lozère
- Blavignac
- à BlavignacLanuéjols, au hameau de Masseguin.
- Le Bleymard[24]

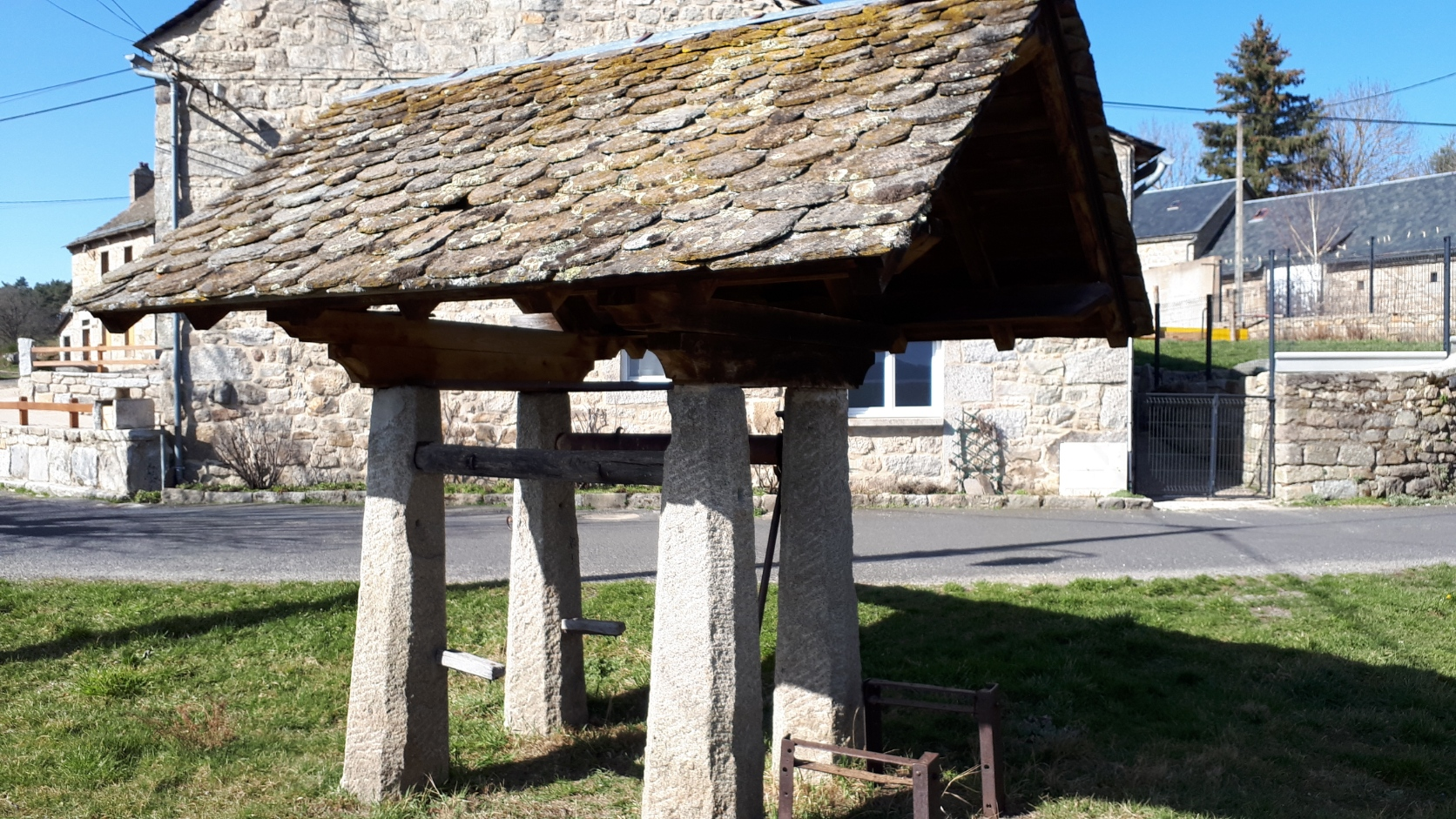
à Blavignac

- Saint-Julien-du-Tournel possède deux travails, dont un à Freissinet.

#### Pyrénées-Orientales
- Dorres
- Font-Romeu-Odeillo-Via, plus exactement Odeillo.

### En Allemagne
- Neuhausen ob Eck, à l'écomusée, montants en bois.

### En Belgique
- Maasmechelen, dans le quartier de Mees, montants en bois.

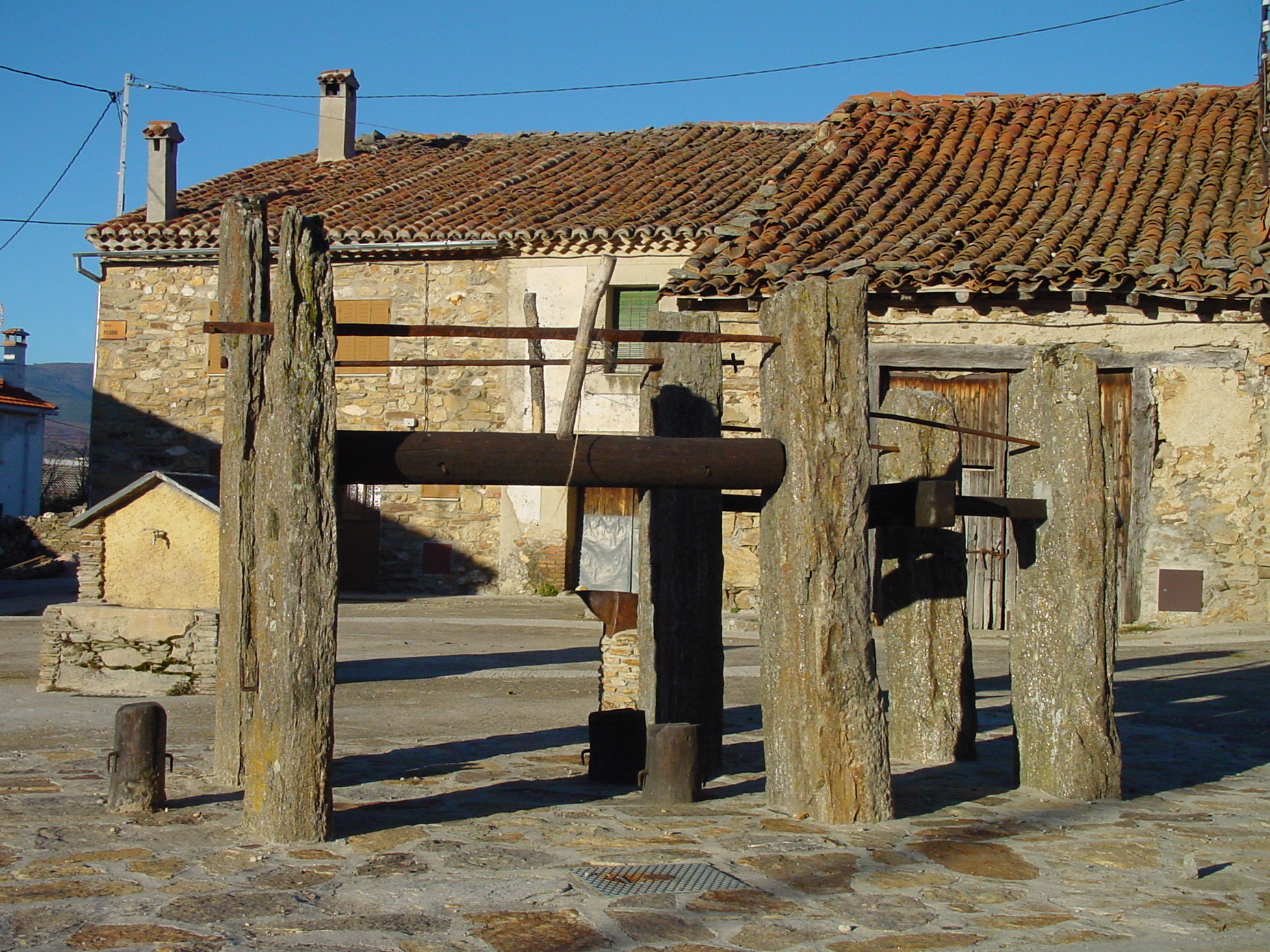
À Prádena del Rincón

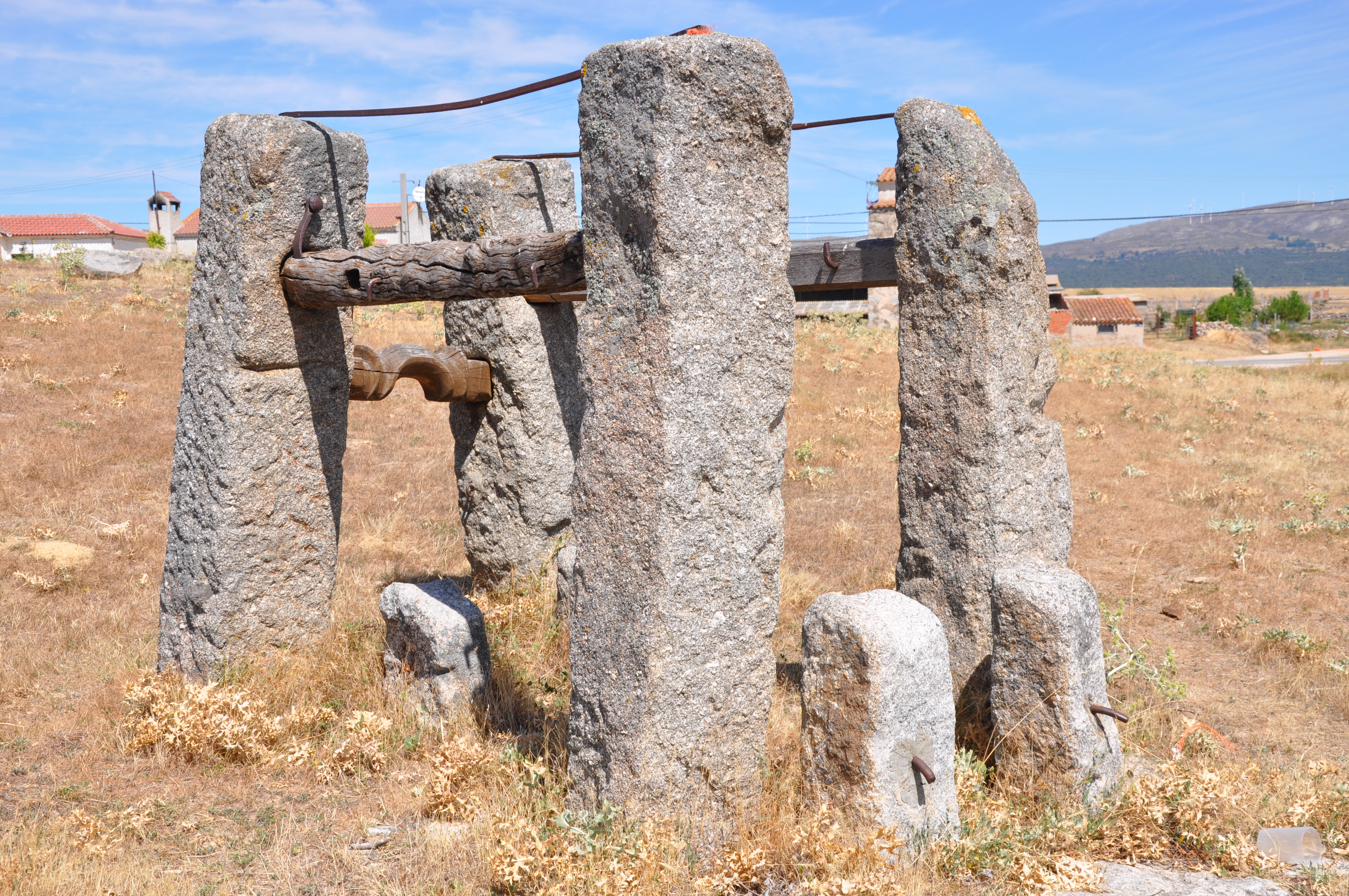
À Blacha

### En Espagne, avec pieux de bois
- Albuene, Cudillero, en Asturies.
- Montejo de la Sierra, près de Madrid.
- Navalafuente, près de Madrid.
- Palencia, province de Castille-et-León.
- Pedrezuela, près de Madrid.
- Prádena del Rincón, près de Madrid.

### En Espagne, avec montants de pierre
- Blacha, province d'Ávila.
- Buitrago del Lozoya, près de Madrid.
- El Ejido, province d'Almería.
- Garganta de los Montes, près de Madrid.
- La Torre, province d'Ávila.
- Marugán, province de Ségovie.
- Muñana, province d'Ávila.
- Venturada, près de Madrid.
- Villar de Corneja, province d'Ávila.

### Au Luxembourg
- À la ferme Buerghaff, avec pieux en bois.

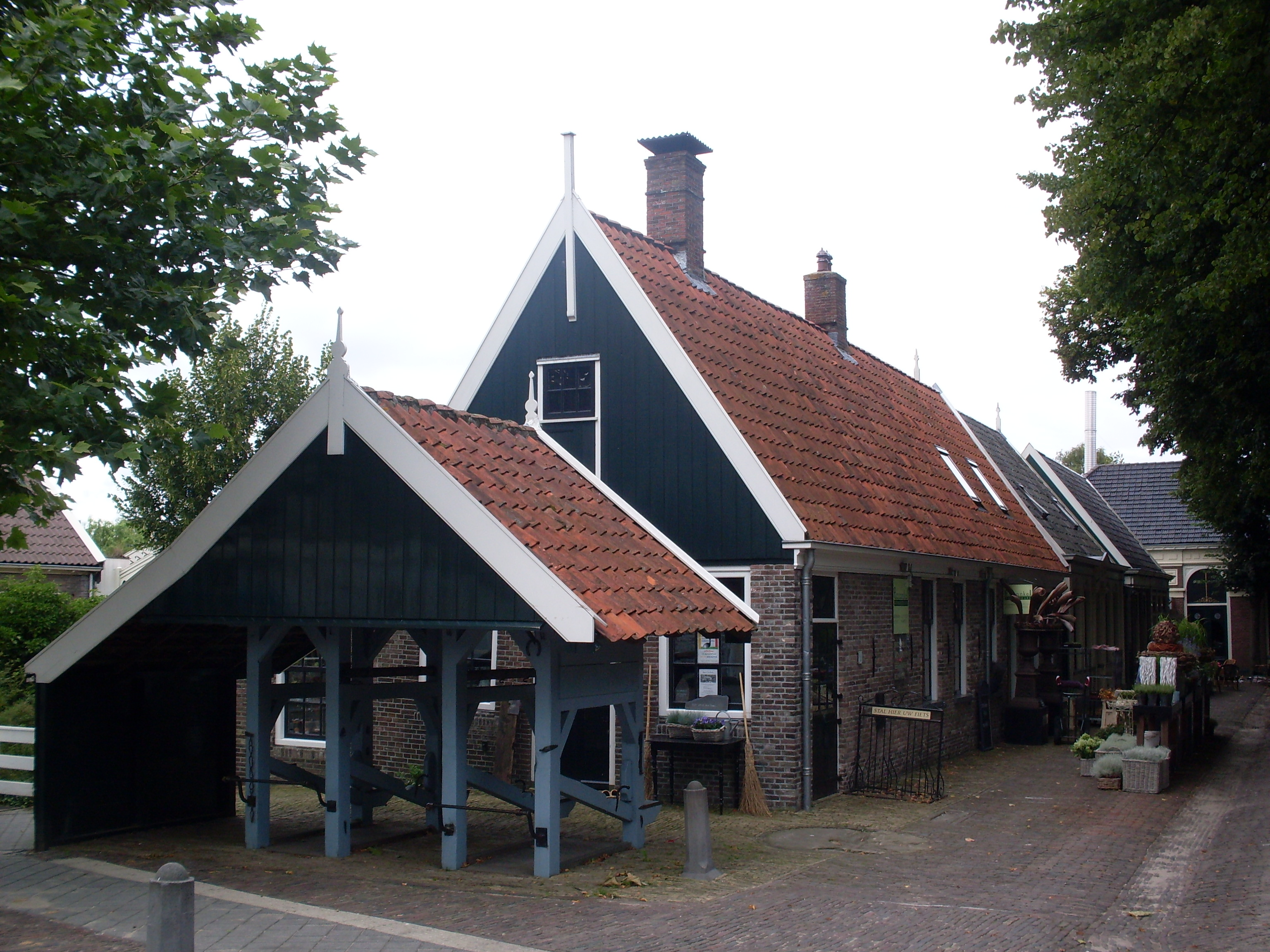
À Middenbeemster

### Aux Pays-Bas
- Dreischor, avec pieux en bois.
- Middenbeemster, avec pieux en bois.
- Westmaas, montants en fer.

### En Slovénie, avec pieux en bois
- Dobrovo
- Sežana
- Štanjel